# Teoria relativității generale

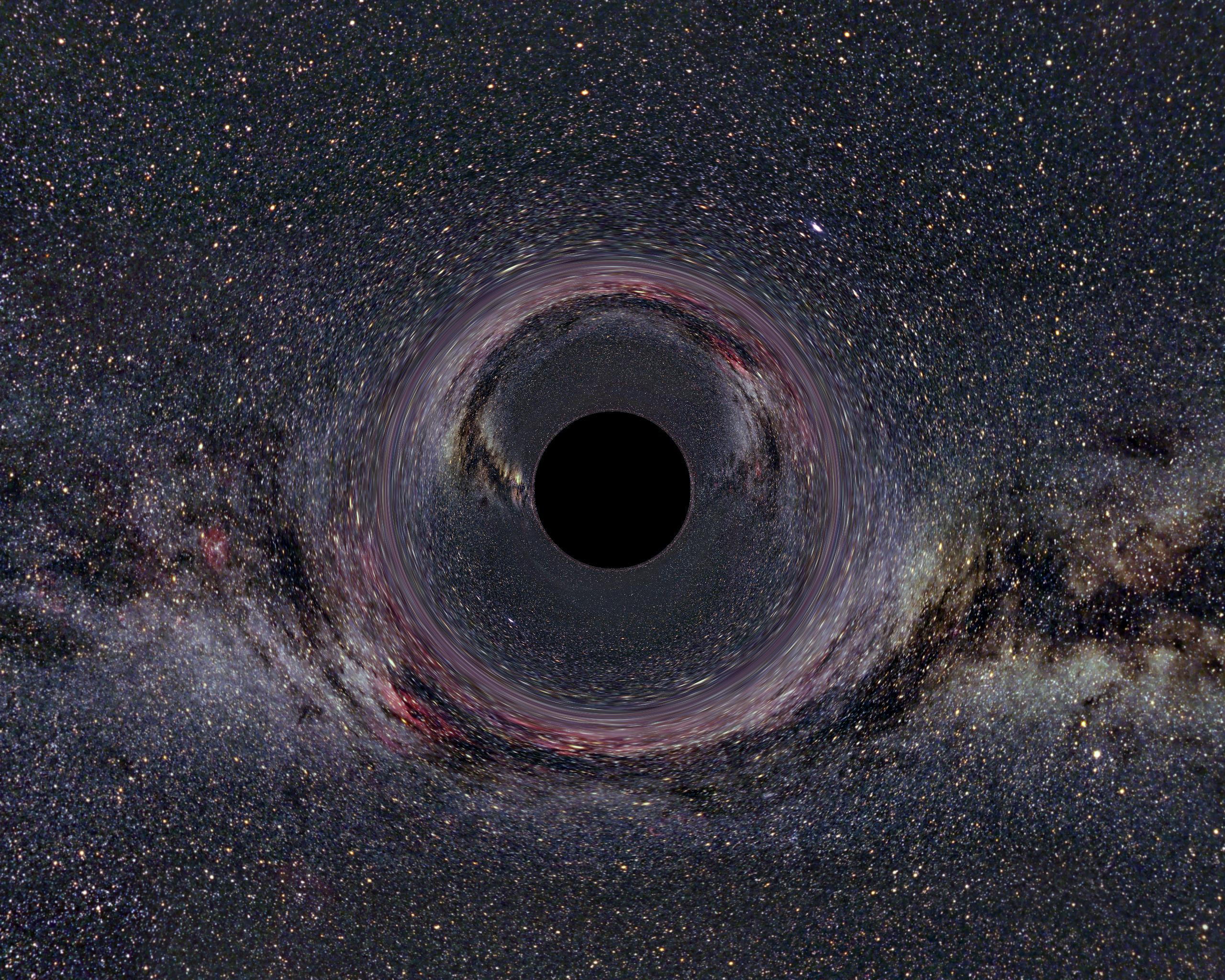
Simularea unei găuri negre cu masa de zece ori mai mare decât a soarelui, văzută de la o distanță de 600 km cu galaxia Calea Lactee în fundal.

Relativitatea generală sau teoria relativității generale este teoria geometrică a gravitației, publicată de Albert Einstein în 1916. Ea constituie descrierea  gravitației în fizica modernă, unifică teoria relativității restrânse cu legea gravitației universale a lui Newton, și descrie gravitația ca o proprietate a geometriei spațiului și timpului (spațiu-timp). În particular, curbura spațiu-timp este legată direct de masa-energia și impulsul materiei, respectiv  a radiației. Relația fundamentală a teoriei relativității generale este dată de ecuațiile de câmp ale lui Einstein, un sistem de ecuații cu derivate parțiale.
Predicțiile relativității generale diferă semnificativ de cele ale fizicii clasice, mai ales în ce privește trecerea timpului, geometria spațiului, mișcarea corpurilor în cădere liberă, și propagarea luminii. Exemple de astfel de diferențe sunt dilatarea temporală gravitațională, deplasarea spre roșu gravitațională a luminii, și întârzierea gravitațională. Previziunile relativității generale au fost confirmate de observațiile  empirice efectuate în  toate domeniile științelor experimentale. Deși relativitatea generală nu este singura teorie relativistă a gravitației, ea reprezintă cea mai simplă teorie în acord cu datele experimentale. Totuși, teoria nu oferă răspuns la câteva dileme teoretice, cea mai fundamentală dintre acestea fiind modalitatea în care se poate unifica teoria gravitației generale cu legile mecanicii cuantice, care să conducă la o teorie completă și consistentă cu ea însăși a gravitației cuantice.
Teoria lui Einstein are implicații astrofizice importante. Din ea decurge posibilitatea existenței găurilor negre — regiuni ale Universului în care spațiul și timpul sunt distorsionate într-o măsură atât de pronunțată, încât nimic, nici măcar lumina, nu mai pot emerge de acolo — ca stare finală a evoluției stelelor masive. Există indicii că astfel de găuri negre stelare, precum și alte tipuri mai masive de găuri negre, sunt răspunzătoare pentru radiațiile intense emise de unele tipuri de obiecte astronomice, cum ar fi nucleele galactice active sau microquasarii. Curbura traiectoriei luminii sub efectul gravitației conduce la apariția efectului de lentilă gravitațională, prin care imaginile obiectelor cosmice aflate în spatele lentilei sunt distorsionate sau uneori chiar multiplicate. Relativitatea generală prezice existența undelor gravitaționale, care au fost măsurate indirect. O măsurare directă a acestora este scopul mai multor proiecte, între care și LIGO. În plus, relativitatea generală stă la baza modelelor cosmologice actuale ale unui univers în expansiune.

## Istoric
Curând după publicarea în 1905 a teoriei relativității restrânse, Einstein a început să se gândească la cum ar putea fi inclusă gravitația în noul context al mecanicii relativiste. Reflecțiile sale l-au condus de la un simplu experiment imaginar, care implica un observator în cădere liberă la principiul de echivalență (legile fizicii pentru un observator în cădere liberă sunt cele ale relativității restrânse) și de acolo la o teorie în care gravitația este descrisă într-un limbaj geometric pur: de la explorarea unor consecințe ale principiului de echivalență cum ar fi influența gravitației și accelerației asupra propagării luminii, publicată în 1907 până la principalele lucrări din anii 1911—1915, cu constatarea rolului geometriei diferențiale (cu ajutorul fostului său coleg de facultate Marcel Grossmann) și o lungă căutare, cu multe ocolișuri și porniri pe piste false, a ecuațiilor de câmp care leagă geometria cu conținutul de masă-energie al spațiu-timpului. În noiembrie 1915, aceste eforturi au culminat cu prezentarea de către Einstein la Academia Prusacă de Științe a ecuațiilor lui Einstein, care descriu corect modul în care cantitatea de materie prezentă într-o regiune a spațiului fizic determină geometria spațiului și timpului.
Încă din 1916, Schwarzschild a găsit o soluție a ecuațiilor de câmp ale lui Einstein, soluție cunoscută astăzi după numele acestuia, descriind o stare extremă a materiei, cunoscută sub numele de gaură neagră. În același an au fost făcuți primii pași către generalizarea soluției acestor ecuații, prin extinderea lor la obiecte încărcate electric, rezultând soluția Reissner-Nordström. În 1917, Einstein și-a aplicat teoria asupra universului în ansamblu. Totuși, în acord cu concepțiile unanim acceptate ale vremii, el a descris un univers static, pentru aceasta adăugând la ecuațiile originale un nou parametru, constanta cosmologică.
Când, în 1929, datorată lucrărilor lui Hubble și ale altora, a devenit clar că universul se extinde (și astfel este mai bine descris de soluțiile cosmologice cu extindere găsite de Friedmann în 1922), Lemaître a formulat prima versiune a modelelor big bang.
De-a lungul acestei perioade, relativitatea generală a rămas oarecum o curiozitate printre teoriile fizicii. Au existat dovezi că era preferabilă în raport cu descrierea anterioară a gravitației, cea datorată lui Newton: Einstein însuși arătase în 1915 că precesia periheliului planetei Mercur, inexplicabilă până la acea dată prin considerente de mecanică newtoniană, poate fi explicată prin noua sa teorie O expediție din 1919, condusă de Eddington, care avea scopul de a face măsurători de mare precizie asupra paralaxei stelelor îndepărtate cu ocazia unei eclipse solare totale, a reușit să pună în evidență prin măsurători directe fenomenul curbării razelor luminoase, atunci când ele trec în vecinătatea Soarelui, în perfectă concordanță cu predicțiile relativității generale  (aducându-i imediat lui Einstein o faimă mondială). În ciuda acestor confirmări timpurii, teoria a devenit o componentă importantă și unanim acceptată din cadrul fizicii teoretice și astrofizicii abia în perioada dintre 1960 și 1975, cunoscută astăzi ca Epoca de aur a relativității generale, devenind baza teoretică a existenței și descrierii găurilor negre, făcând posibilă și clarificarea deplină a aplicațiilor astrofizice ale acestora (quasari). În același timp, măsurători din ce în ce mai precise efectuate asupra sistemului solar au confirmat puterea de predicție a teoriei, iar cosmologia relativistă a devenit verificabilă prin teste direct observabile.

## De la mecanica clasică la relativitatea generală
Relativitatea generală se înțelege cel mai bine prin analiza asemănărilor și deosebirilor față de fizica clasică. Primul pas îl constituie conștientizarea faptului că mecanica clasică și legea gravitației a lui Newton admit o descriere geometrică. Unificarea acestei descrieri cu legile relativității restrânse conduc pe cale euristică la construcția  teoriei relativității generalizate.

### Geometria gravitației newtoniene
La baza mecanicii clasice se află ideea că mișcarea unui corp poate fi descrisă ca o combinație de mișcare liberă (sau inerțială), și deviații de la această mișcare liberă.  Deviațiile sunt cauzate de forțe externe, care acționează asupra unui corp în conformitate cu  legea a doua a lui Newton, care afirmă că forța rezultantă ce acționează asupra unui corp este egală cu masa (inerțială) a acelui corp înmulțită cu accelerația. Mișcările inerțiale posibile sunt legate de geometria spațiului și timpului: în sistemul de referință standard al mecanicii clasice, corpurile în mișcare liberă (în absența unei forțe aplicate) se mișcă rectiliniu și uniform (cu viteză constantă). În termeni moderni, se spune că traiectoriile lor sunt geodezice ale spațiului tetraridimensional și cronotopic, adică linii de univers drepte în spațiu-timp.

Minge care cade pe podea într-o rachetă accelerată (stânga), și pe Pământ (dreapta)

Analog, ar fi de așteptat ca mișcările inerțiale, odată identificate prin observarea mișcărilor efective ale corpurilor și cu acceptarea posibilității existenței forțelor externe (cum ar fi cele datorate electromagnetismului sau frecării), pot fi utilizate pentru a defini atât geometria spațiului, cât și o coordonată temporală. Atunci însă când este prezentă și gravitația, apar ambiguități.  Conform legilor gravitației din mecanica clasică, fapt verificat de experimente cum ar fi cel al lui Eötvös și al discipolilor săi (experimentul Eötvös), există o universalitate a căderii libere (cunoscut și ca principiul echivalenței slabe, sau echivalența universală a masei inerțiale cu masa gravitațională pasivă): traiectoria unui corp de test în cădere liberă, aflat într-un câmp gravitațional, depinde numai de poziția și viteza sa inițială, fiind independentă de oricare dintre proprietățile sale materiale. O versiune simplificată a acesteia este inclusă în experimentul imaginar al lui Einstein cu liftul, ilustrat în figura din dreapta: pentru un observator aflat într-o cameră închisă, este imposibil de decis, doar prin observarea traiectoriilor corpurilor, cum ar fi o minge în cădere, dacă acea cameră (sistemul de referință al observatorului) se află în repaus într-un câmp gravitațional sau se mișcă accelerat în spațiul lipsit de câmp gravitațional (de exemplu: într-o rachetă accelerată).
Dată fiind universalitatea căderii libere, nu se poate face o distincție observabilă între mișcarea inerțială și mișcarea sub influența câmpului gravitațional. Aceasta sugerează posibilitatea definirii unei noi clase de mișcare inerțială, și anume cea a mișcării în cădere liberă sub influența gravitației. Această nouă clasă de mișcări posibile definește și ea, în termeni matematici, o geometrie a spațiului și timpului, care este o mișcare geodezică asociată cu o anume legătură ce depinde de gradientul potențialului gravitațional. Spațiul, în această construcție, își păstrează structura euclidiană. Totuși, spațiul-timp, ca întreg, devine mai complicat. După cum se poate arăta cu un simplu experiment imaginar, urmând traiectoria în cădere liberă a diferitelor particule de test, rezultanta vectorilor spațiu-timp care pot reprezenta viteza unei particule (vectori temporali) variază cu traiectoria particulei; în termeni matematici, legătura newtoniană nu este integrabilă. De aici, se poate deduce că spațiul-timp este curbat. Rezultatul este o formulare geometrică a gravitației newtoniene doar pe baza conceptelor de covarianță, adică o descriere validă în orice sistem de coordonate. În această descriere geometrică, efectele mareice—accelerația relativă a corpurilor în cădere liberă—sunt legate de derivata legăturii, demonstrând că geometria modificată este cauzată de prezența masei.

### Generalizarea relativistă
Oricât de stranie ar părea gravitația geometrică newtoniană, baza ei, și anume mecanica clasică, este doar un caz limită de mecanică relativistă. În limbajul simetriilor: unde nu poate fi neglijată gravitația, legile fizicii sunt invariante Lorentz ca în relativitatea restrânsă, și nu invariante Galilei ca în mecanica clasică. (Simetria definitorie a relativității restrânse este grupul Poincaré care include atât translațiile cât și rotațiile.) Diferențele existente între cele două devin semnificative când avem de-a face cu viteze care se apropie de viteza luminii și cu fenomene care au loc la energii mari.

Con de lumină

Cu simetria Lorentz, intră în joc și alte structuri. Ele sunt definite prin mulțimea conurilor de lumină (vezi imaginea din stânga). Conurile de lumină definesc o structură a cauzalității: pentru orice eveniment A, există o mulțime de evenimente care ar putea, în principiu, fie să influențeze, fie să fie influențate de A prin intermediul semnalelor sau interacțiunilor care nu pot să se propage cu viteză mai mare decât a luminii (cum ar fi evenimentul B din imagine), și o mulțime de evenimente pentru care o astfel de influență este imposibilă (cum ar fi evenimentul C din imagine). Aceste mulțimi sunt independente de observator. În conjuncție cu liniile de univers ale particulelor în mișcare liberă, conurile luminoase pot fi utilizate pentru a reconstrui metrica semiriemanniană a spațiu-timpului, cel puțin până la un factor scalar pozitiv. În termeni matematici, aceasta definește o structură conformă.
Relativitatea restrânsă este definită în absența gravitației, astfel că, în aplicațiile practice, este un model potrivit pentru situațiile în care gravitația poate fi neglijată. Introducând și gravitația în ecuație, și presupunând universalitatea căderii libere (mișcările geodezice), se aplică un raționament analog celui din secțiunea anterioară: nu există sistem de referință inerțial preferat. În schimb, există sisteme inerțiale aproximative, care se mișcă împreună cu particulele aflate în mișcare pe geodezice. Tradus în termeni de spațiu-timp: liniile drepte temporale, care definesc un sistem inerțial fără gravitație, sunt deformate și devin linii curbe una față de alta, sugerând că includerea gravitației necesită o schimbare a geometriei spațiu-timpului.
A priori, nu este clar dacă noile sisteme de referință locale în mișcare geodezică coincid cu cele în care legile relativității restrânse rămân valabile—această teorie se bazează pe propagarea luminii, și deci pe electromagnetism, care ar putea avea o altă mulțime de sisteme preferate. În ipotezele diferite cu privire la sistemele de referință din relativitatea restrânsă (cum ar fi că sunt legate solidar de Pământ sau de corpul în mișcare pe geodezică), se pot obține noi predicții privind deplasarea gravitațională spre roșu, adică modificarea frecvenței luminii pe măsură ce aceasta se propagă printr-un câmp gravitațional. Măsurătorile efective arată că sistemele în mișcare geodezică sunt cele în care lumina se propagă așa cum prevede teoria relativității restrânse. Generalizarea acestei propoziții, și anume că legile relativității restrânse sunt valabile într-o bună aproximație în sistemele de referință nerotative aflate în mișcare geodezică (cădere liberă), este denumită principiul de echivalență al lui Einstein, un principiu esențial pentru generalizarea fizicii relativiste restrânse cu includerea gravitației.
Aceleași date experimentale arată că timpul măsurat de ceasurile aflate într-un câmp gravitațional—timpul propriu, cum este el denumit—nu respectă regulile relativității restrânse. În termenii geometriei spațiu-timpului, timpul nu este măsurat conform metricii Minkowski. Ca și în cazul newtonian, aceasta sugerează o geometrie mai generală. La nivel local, toate sistemele de referință în mișcare geodezică sunt echivalente, și cvasi–minkowskiene. În consecință, acum avem de-a face cu o generalizare a spațiului Minkowski. Tensorul metric care definește geometria—în particular, felul în care se măsoară distanțele și unghiurile—nu este metrica Minkowski din teoria relativității restrânse, ci o generalizare a sa, despre care se știe că este o metrică semi- sau pseudoriemanniană. Mai mult, toate metricile riemanniene sunt asociate în mod natural cu un anume tip de legătură, și anume cu legătura Levi-Civita, și aceasta este, de fapt, legătura care satisface principiul de echivalență și face spațiul local să fie minkowskian (adică, în coordonate local inerțiale, metrica este minkowskiană, și primele sale derivate parțiale și coeficienții de legătură dispar).

### Ecuațiile lui Einstein
După ce s-a formulat versiunea relativistă, geometrică a efectelor gravitaționale, mai rămâne problema cauzei(sursei) gravitației. În teoria newtoniană, sursa generatoare a câmpului gravitațional o reprezintă masa. În teoria relativității restrânse, masa se dovedește a fi o componentă a unei mărimi mai generale, denumită tensorul energie-impuls, care include atât densitatea de energie cât și pe cea de impuls, precum și tensiunea mecanică (presiunea și forțele deformatoare). Utilizând principiul de echivalență, acest tensor se poate generaliza la un spațiu-timp curbat. Pe baza analogiei cu gravitația newtoniană geometrică, se poate presupune că ecuația de câmp a gravitației leagă acest tensor de tensorul Ricci, care descrie o clasă particulară de efecte mareice: schimbarea volumului unui nor mic de particule de test aflate inițial în repaus, și apoi puse în mișcare geodezică (cădere liberă) în raport cu un sistem de referință inerțial. În relativitatea restrânsă, teoremele conservării energiei și a impulsului corespund afirmației că tensorul energie-impuls nu are divergență. Această formulă poate fi, și ea, generalizată la un spațiu-timp curbat prin înlocuirea derivatelor parțiale cu corespondentele lor din varietatea curbată, și anume derivatele covariante studiate în domeniul geometriei diferențiale. Utilizând noua condiție care impune ca divergența covariantă a tensorului energie-impuls să se anuleze, rezultă că membrul stâng al ecuației devine implicit egal cu zero. Astfel, se obține cel mai simplu set de ecuații ale câmpului gravitațional, numite ecuațiile (de câmp ale) lui Einstein:
{\displaystyle R_{ab}-{\textstyle 1 \over 2}R\,g_{ab}=\kappa T_{ab}.\,}
În membrul stâng se află o combinație lineară de divergență zero, între tensorul Ricci {\displaystyle \scriptstyle R_{ab}} și tensorul metric denumit tensorul Einstein. În particular,
{\displaystyle R=R_{cd}g^{cd}\,}
este constanta curburii. Tensorul Ricci este și el legat de tensorul mai general de curbură Riemann deoarece:
{\displaystyle \quad R_{ab}={R^{d}}_{adb}.\,}
În membrul drept, {\displaystyle \scriptstyle T_{ab}} este tensorul energie-impuls. Toți tensorii sunt scriși în notație abstractă. Punerea în corespondență a previziunilor teoriei cu rezultatele observate pentru orbitele planetelor (sau, echivalent, asigurarea că la limită, când gravitația este foarte slabă, și vitezele sunt foarte mici în comparație cu cea a luminii, teoria este echivalentă cu mecanica clasică), constanta de proporționalitate poate fi fixată la valoarea {\displaystyle \scriptstyle \kappa =8\pi {\frac {G}{c^{4}}}}, unde {\displaystyle \scriptstyle G} este constanta gravitațională iar {\displaystyle \scriptstyle c} este viteza luminii în vid. Dacă nu este prezentă materia, astfel încât tensorul energie-impuls devine nul, se obțin ecuațiile Einstein în vid,
{\displaystyle R_{ab}=0.\,}
Există teorii alternative la relativitatea generală, teorii construite pe premise similare, și care includ reguli și/sau constrângeri suplimentare, conducând la alte ecuații de câmp. Astfel de exemple sunt teoria Brans-Dicke, teleparalelismul, și teoria Einstein-Cartan.

## Definiție și aplicații simple
Ecuația din secțiunea anterioară conține toată informația necesară pentru definirea relativității generale, pentru descrierea proprietăților sale de bază și pentru tratarea unei probleme de importanță crucială în fizică: felul cum ar putea fi folosită această teorie pentru construirea de modele.

### Definiția și proprietățile de bază
Relativitatea generalizată este o teorie metrică a gravitației. La baza sa stau ecuațiile lui Einstein, care descriu relația dintre geometria unei varietăți tetradimensionale, semi-riemanniene, care reprezintă  spațiu-timpul pe de o parte, și energia și impulsul conținute în acel spațiu-timp, pe de altă parte.  Fenomenele care, în mecanica clasică, sunt explicate prin acțiunea forței gravitaționale (cum ar fi căderea liberă, mișcarea pe orbită și traiectoriile navelor spațiale), în relativitatea generală corespund mișcării inerțiale într-o geometrie curbă a spațiu-timpului pentru care nu există o forță gravitațională care să devieze obiectele de la traiectoria lor naturală, dreaptă. În schimb, gravitația corespunde schimbărilor proprietăților spațiului și timpului, care la rândul lor schimbă traiectoriile drepte, de lungime minimă, pe care obiectele le urmează în mod natural. Curbura este, la rândul ei, cauzată de energia și impulsul materiei. Parafrazându-l pe fizicianul relativist John Archibald Wheeler, spațiu-timpul îi spune materiei cum să se miște; materia îi spune spațiu-timpului cum să se curbeze.
În timp ce teoria relativității generale înlocuiește potențialul gravitațional scalar din fizica clasică cu un tensor simetric de rangul al doilea, tensorul se reduce la scalar în anumite cazuri-limită. Pentru câmpuri gravitaționale slabe și pentru viteze reduse în raport cu viteza luminii, predicțiile teoriei converg înspre cele ale legii gravitației a lui Newton.
Întrucât este construită folosind tensori, relativitatea generală prezintă covarianță generală: legile sale—și alte legi formulate în context relativistic general—iau aceeași formă în toate sistemele de coordonate. Mai mult, teoria nu conține nicio structură geometrică de bază care să fie invariantă. Astfel, teoria satisface un principiu general al relativității mai restrictiv, anume cel ca legile fizicii să fie aceleași pentru toți observatorii (postulat de către Einstein în teoria relativității restrânse). Local, după cum se specifică în principiul de echivalență, spațiu-timpul este minkowskian, iar legile fizicii prezintă invarianță Lorentz locală.

### Construirea de modele
Conceptul de bază al construirii de modele general-relativiste este acela de soluție a ecuației lui Einstein. Date fiind ecuațiile lui Einstein și ecuațiile ce determină proprietățile materiei, o astfel de soluție constă dintr-o varietate semiriemanniană (de regulă definită prin metrica acesteia într-un anume sistem de coordonate), și din câmpuri de materie definite pe acea varietate. Materia și geometria trebuie să satisfacă ecuațiile lui Einstein, astfel ca, în particular, tensorul energie-impuls al materiei să aibă divergența zero. Materia trebuie, desigur, să satisfacă și ea ecuațiile suplimentare impuse asupra proprietăților ei. Pe scurt, o astfel de soluție este un model de univers care satisface legile relativității generale, eventual și alte legi care guvernează materia prezentă.
Ecuațiile lui Einstein sunt ecuații cu derivate parțiale neliniare și, ca atare, sunt dificil de rezolvat. Cu toate acestea, se cunosc mai multe soluții exacte, însă numai câteva dintre acestea sunt interpretabile din punct de vedere fizic. Cele mai bine cunoscute soluții exacte, și în același timp cele mai interesante din punct de vedere fizic, sunt soluția Schwarzschild, soluția Reissner-Nordström și metrica Kerr, fiecare corespunzând unui anume tip de gaură neagră aflată într-un univers altfel gol, și universurile Friedmann-Lemaître-Robertson-Walker și de Sitter, fiecare descriind un univers aflat în proces de expansiune. Printre soluțiile exacte de interes teoretic se numără universul Gödel (care deschide posibilitatea călătoriei în timp printr-un continuum spațiu-timp curbat), soluția Taub-NUT (un model de univers care este omogen, dar anizotrop), și spațiul Anti-de Sitter (care a devenit cunoscut în contextul a ceea ce se numește conjectura Maldacena).
Dată fiind dificultatea de a găsi soluții exacte, ecuațiile de câmp ale lui Einstein sunt rezolvate adesea prin integrare numerică pe calculator, sau folosind teoria perturbațiilor soluțiilor ecuațiilor diferențiale neliniare aplicată la una din soluțiile exacte ale ecuației lui Einstein. În domeniul relativității numerice, se folosesc calculatoare puternice pentru a simula geometria spațiu-timpului și pentru a rezolva ecuațiile lui Einstein în situații interesante cum ar fi ciocnirea de găuri negre. În principiu, astfel de metode se pot aplica oricărui sistem, dacă ar fi disponibilă suficientă putere de calcul, și ar putea rezolva chestiuni fundamentale, cum ar fi singularitățile goale. Soluții aproximative pot fi găsite și prin teoriile perturbațiilor, cum ar fi gravitația liniarizată și generalizările sale, extinderea post-newtoniană, ambele dezvoltate de Einstein. Cea de-a doua furnizează o abordare sistematică a rezolvării pentru geometria unui spațiu-timp, ce conține o distribuție de materie ce se mișcă lent în comparație cu viteza luminii. Extinderea post-newtoniană implică o serie de termeni; primii reprezintă gravitația newtoniană, pe când ultimii termeni reprezintă corecții și mai mici ale teoriei lui Newton datorate relativității generale. Extinderea aceasta, introduce o serie nouă de termeni în ecuație; primii reprezintă gravitația newtoniană, pe când ultimii reprezintă corecții fine ale teoriei lui Newton datorate relativității generale. Formalismul parametrizat postnewtonian este o generalizare a acestei extinderi, ceea ce permite efectuarea unor comparații cantitative între previziunile relativității generale și alte teorii alternative.

## Consecințe ale teoriei lui Einstein
Teoria relativității generale are mai multe consecințe fizice. Unele rezultă direct din axiomele teoriei, pe când altele au devenit clare doar de-a lungul zecilor de ani de cercetări care au urmat primei publicări a teoriei lui Einstein.

### Dilatarea temporală gravitațională și deplasarea frecvenței

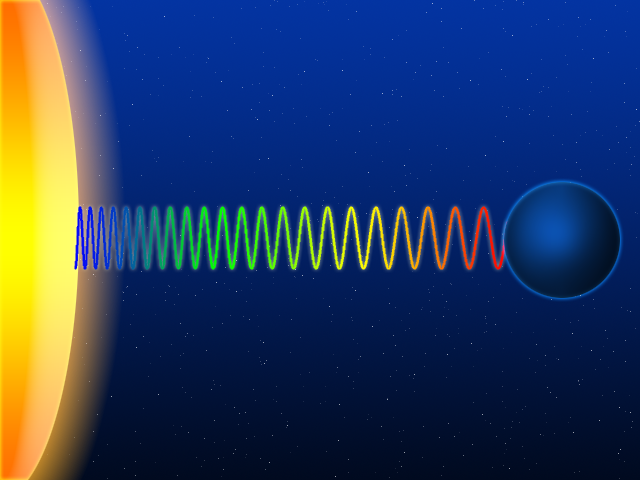
Reprezentare schematică a deplasării gravitaționale spre roșu a luminii care pleacă de la suprafața unui corp masiv

Presupunând că principiul de echivalență este valabil, gravitația influențează scurgerea timpului. Lumina trimisă în jos într-un puț gravitațional este deplasată spre albastru, pe când lumina trimisă în sens opus (adică cea care iese din puțul gravitațional) este deplasată spre roșu; împreună, aceste două efecte constituie deplasarea gravitațională a frecvenței. Mai general, procesele apropiate de un corp masiv se desfășoară cu viteză mai mică decât cele care se desfășoară mai departe de acesta; acest efect reprezintă dilatarea temporală gravitațională.
Deplasarea gravitațională spre roșu a fost măsurată în laborator și cu ajutorul observațiilor astronomice. Dilatarea temporală gravitațională ce are loc în câmpul gravitațional al Pământului a fost măsurată de multe ori cu ajutorul ceasurilor atomice, în vreme ce validarea este furnizată ca efect secundar al funcționării sistemului GPS. Testele efectuate în câmpuri gravitaționale mai puternice provin din observarea pulsarilor binari. Toate rezultatele sunt în concordanță cu teoria relativității generale. Totuși, aceste observații nu pot distinge între teoria relativității generale și alte teorii în care este considerat valid principiul de echivalență.

### Devierea luminii și întârzierea gravitațională
Relativitatea generală prezice curbarea traiectoriei luminii într-un câmp gravitațional; lumina care trece pe lângă un corp masiv este deviată către acel corp. Acest efect a fost confirmat prin observarea luminii stelelor sau a quasarilor îndepărtați (prin măsurători asupra paralaxei), lumină care este deviată atunci când trece pe lângă Soare.

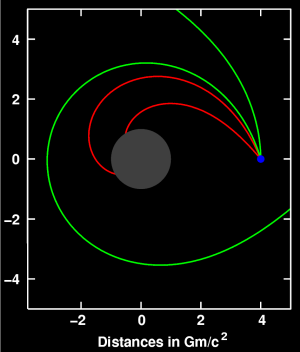
Devierea luminii (pornită dintr-un punct marcat cu albastru) lângă un corp compact (marcat cu gri)

Această predicție, și altele în legătură cu ea, rezultă din faptul că lumina urmează ceea ce se numește geodezică luminoasă, sau geodezică nulă—o generalizare a liniilor drepte de-a lungul cărora se deplasează lumina în fizica clasică. Astfel de geodezice sunt generalizarea invarianței vitezei luminii în teoria relativității restrânse. Examinând modele corespunzătoare de spațiu-timp (fie soluția Schwarzschild exterioară sau, pentru mai multe mase, extinderea postnewtoniană), ies în evidență mai multe efecte ale gravitației asupra propagării luminii. Deși curbarea luminii poate fi obținută și prin extinderea conceptului de universalitate a căderii libere și asupra luminii, unghiul de deviere rezultat din calcule este doar jumătate din valoarea dată de relativitatea generală.
Întârzierea gravitațională (sau efectul Shapiro) este și ea strâns legată de devierea luminii. Acest fenomen constă în faptul că semnalele luminoase au nevoie de un timp mai îndelungat pentru a se propaga printr-un câmp gravitațional decât în absența acelui câmp. Această predicție a fost confirmată de numeroase teste. În formalismul postnewtonian parametrizat, măsurătorile devierii luminii și a întârzierii gravitaționale determină un parametru numit {\displaystyle \scriptstyle \gamma }, care codifică influența gravitației asupra geometriei spațiului.

### Unde gravitaționale

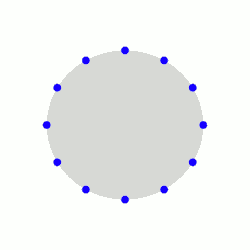
Inel de particule de test plutind în spațiu

Inel de particule de test sub influența unei unde gravitaționale

Una din mai multele analogii între gravitația de câmp slab și electromagnetism este aceea că, similar undelor electromagnetice, există unde gravitaționale: perturbații ale metricii spațiu-timpului care se propagă cu viteza luminii. Ipoteza existenței undelor gravitaționale a apărut pentru prima oară într-o lucrare cu titlul Gravitationswellen (Unde gravitaționale), publicată de către Einstein în anul 1918. Cel mai simplu tip de astfel de undă poate fi exemplificată prin acțiunea sa asupra unui inel de particule care plutesc liber (imaginea din dreapta, sus). O undă sinusoidală care se propagă printr-un astfel de inel distorsionează inelul într-o manieră caracteristică ritmică (imaginea animată din dreapta, jos). Întrucât ecuațiile lui Einstein sunt neliniare, undele gravitaționale arbitrar de puternice nu se supun superpoziției liniare, aspect ce  complică descrierea lor. Totuși, pentru câmpurile slabe, se poate face o aproximare liniară. Astfel de unde gravitaționale liniarizate oferă o descriere suficient de precisă a undelor slabe care sunt așteptate să apară pe Pământ provenind de la evenimente cosmice îndepărtate și care au ca rezultat creșterea și scăderea distanțelor relative cu {\displaystyle \scriptstyle 10^{-21}} sau mai puțin. Metodele de analiză a datelor folosesc faptul că aceste unde liniarizate pot fi dezvoltate în serie Fourier.
Unele soluții exacte descriu undele gravitaționale fără aproximări, de exemplu, un tren de undă care se deplasează prin vid sau așa-numitele universuri Gowdy, varietăți de univers în expansiune, saturate cu unde gravitaționale. Dar pentru undele gravitaționale generate în situații cu relevanță astrofizică, cum ar fi fuziunea a două găuri negre, metodele numerice reprezintă singura modalitate de a construi modele potrivite.

### Efectele orbitale și relativitatea direcției
Relativitatea generală diferă de mecanica clasică prin mai multe predicții privind corpurile aflate pe orbite din jurul altor corpuri. Ea prezice o rotație generală (precesie) a orbitelor planetare, precum și degenerarea orbitelor, cauzată de emisia de unde gravitaționale și de efecte legate de relativitatea direcției.

#### Precesia apsidelor

orbita newtoniană (roșu) și cea einsteiniană (albastru) a unei planete în mișcare de revoluție în jurul unei stele

În relativitatea generală, apsidele oricărei orbite (punctul în care obiectul se apropie cel mai mult de centrul de masă al sistemului) suferă o precesie—orbita nu este o elipsă, ci ceva asemănător cu o elipsă ce se rotește în jurul unui focar, având ca rezultat o curbă asemănătoare cu roza polară. Einstein a obținut pentru prima oară acest rezultat folosind o metrică aproximativă ce reprezintă limita newtoniană și tratând corpul în mișcare de revoluție ca pe o particulă test. Pentru el, faptul că teoria sa dădea o explicație directă a deplasării anormale a periheliului planetei Mercur, deplasare descoperită de Urbain Le Verrier în 1859, a fost o dovadă importantă că în sfârșit identificase forma corectă a ecuațiilor câmpului gravitațional.
Efectul poate fi calculat și pe baza metricii Schwarzschild exacte (care descrie spațiu-timpul din jurul unei mase sferice) sau formalismul postnewtonian, mai general. Din cauza influenței gravitației asupra geometriei spațiului și din cauza contribuției energiei proprii la gravitația unui corp (codificată în neliniaritatea ecuațiilor lui Einstein). Precesia relativistă a fost observată la toate planetele ce permit măsurători precise ale ei (Mercur, Venus și Pământ), dar și în sistemele binare de pulsari, unde măsura ei este cu cinci ordine de mărime mai mare.

#### Degenerarea orbitelor

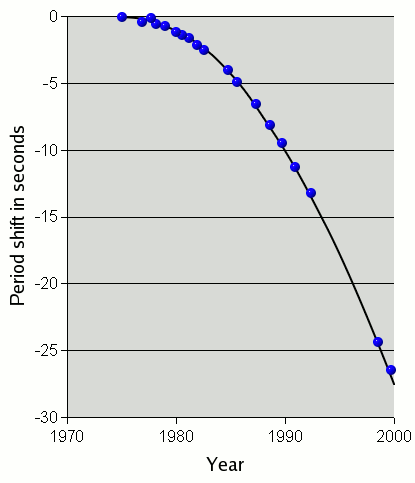
Degenerare orbitei PSR1913+16: deplasarea temporală în secunde, de-a lungul a trei decenii.

Conform relativității generale, un sistem binar va emite unde gravitaționale, pierzând astfel energie. Din cauza acestei pierderi, distanța dintre cele două corpuri scade, ca și perioada de orbitație. În sistemul solar, sau pentru stelele duble, efectul este prea mic pentru a putea fi observat. Nu și pentru un pulsar binar, un sistem de două stele neutronice, din care una este pulsar: de la pulsar, observatorii de pe Pământ primesc o serie regulată de impulsuri radio ce pot servi ca ceas de precizie, ceea ce permite măsurători ale perioadei orbitale. Deoarece stelele neutronice sunt foarte masive, ele emit cantități semnificative de energie sub formă de radiație gravitațională.
Primele observații asupra scăderii perioadei orbitale cauzate de emisia de unde gravitaționale a fost realizată de Hulse și Taylor, folosind pulsarul binar PSR1913+16 pe care îl descoperiseră în 1974. Aceasta a fost prima dată când s-au detectat undele gravitaționale, deși indirect. Cei doi au primit în 1993 Premiul Nobel pentru Fizică. De atunci, au fost descoperiți și alți pulsari binari, în particular pulsarul dublu PSR J0737-3039⁠(d), în care ambele stele sunt pulsari.

#### Precesia geodetică și gravitomagnetismul
Unele efecte relativiste sunt legate direct de relativitatea direcției. Unul este precesia geodetică: direcția axei unui  giroscop în cădere liberă în spațiu-timp curb se modifică atunci când este comparată, de exemplu, cu direcția luminii provenite de la stele îndepărtate—chiar dacă un astfel de giroscop are proprietatea de a-și conserva direcția axei de rotație. Pentru sistemul Lună-Pământ, acest efect a fost măsurat cu ajutorul laserilor. Mai recent, a fost măsurat pentru mase de test aflate pe satelitul Gravity Probe B⁠(d) la o precesie mai bună de 1 procent.
În apropierea unei mase în rotație, apar așa-numitele efecte gravitomagnetice. Un observator aflat la distanță va observa că obiectele mai apropiate de masă sunt antrenate în mișcarea de rotație. Acest efect este mai pronunțat la găurile negre în rotație unde, pentru orice obiect care intră într-o zonă denumită ergosferă, antrenarea în rotație este inevitabilă. Astfel de efecte pot fi și ele analizate prin influența orientării giroscoapelor în cădere liberă. Alte analize oarecum controversate au fost efectuate cu ajutorul sateliților LAGEOS⁠(d), care confirmă previziunile relativiste. O măsurare de mare precizie a fost scopul principal al misiunii Gravity Probe B⁠(d), ale cărui rezultate au fost publicate în septembrie 2008.

## Aplicații în astrofizică

### Lentile gravitaționale

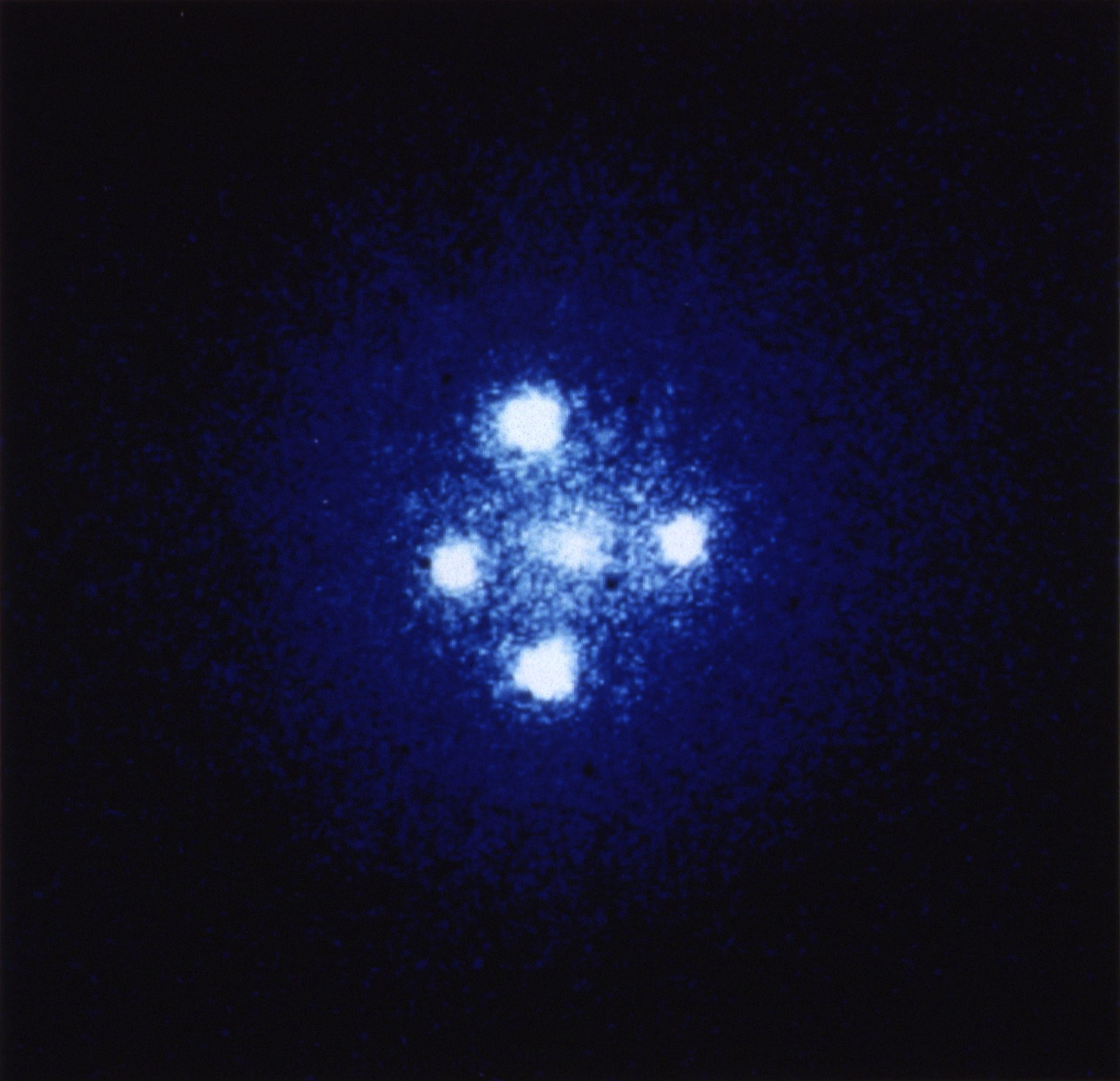
Crucea Einstein: patru imagini ale aceluiași obiect astronomic, produse de o lentilă gravitațională

Devierea luminii de către câmpurile gravitaționale este răspunzătoare pentru o nouă clasă de fenomene astronomice. Dacă un obiect masiv se situează între astronom și un alt obiect aflat la distanță, astronomul va vedea imaginea distorsionată a obiectului din depărtare sau chiar mai multe imagini. Aceste efecte se numesc „lentile gravitaționale”. În funcție de configurație, scară, și distribuție de masă, pot apărea două sau mai multe imagini, un inel luminos, denumit inel Einstein, sau inele parțiale, denumite arce.
Primul exemplu a fost descoperit în 1979; de atunci, au fost observate peste o sută de lentile gravitaționale. Chiar dacă imaginile multiple sunt prea apropiate pentru a fi distinse, efectul tot poate fi măsurat, de exemplu, ca o intensificare a strălucirii obiectului observat; s-au observat mai multe astfel de evenimente.
Lentilele gravitaționale au dus la crearea unei întregi ramuri a astronomiei observaționale, utilizată pentru a detecta prezența și distribuția materiei întunecate, drept „telescop natural” pentru observarea galaxiilor îndepărtate, și pentru a obține o estimare independentă a constantei lui Hubble. Evaluări statistice ale datelor obținute cu ajutorul lentilelor gravitaționale furnizează informații valoroase despre evoluția structurală a galaxiilor.

### Astronomia undelor gravitaționale

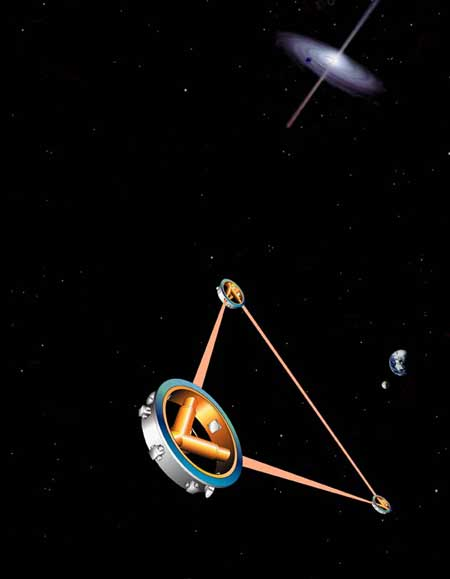
Desen imaginar al detectorului de unde gravitaționale LISA

Observarea pulsarilor binari furnizează dovezi indirecte pentru existența undelor gravitaționale. Totuși, undele gravitaționale care ajung pe Pământ din regiunile îndepărtate ale cosmosului nu au putut fi detectate direct, acesta fiind în prezent unul dintre scopurile principale ale cercetărilor legate de relativitatea generală. Pe plan mondial, funcționează câteva detectoare terestre de unde gravitaționale, cele mai cunoscute fiind detectoarele interferometrice GEO600⁠(d), LIGO (trei detectoare), TAMA 300⁠(d) și VIRGO. Un detector spațial euro-american, LISA, este în dezvoltare, precursoarea ei fiind misiunea (LISA Pathfinder), aceasta urma a fi lansată la sfârșitul lui 2009.
Observarea undelor gravitaționale promite să completeze observațiile din spectrul electromagnetic. Se așteaptă obținerea de informații despre găurile negre și despre alte obiecte dense, cum ar fi stelele neutronice și piticele albe, despre unele feluri de implozii supernova, și despre procesele ce se desfășurau la începutul genezei universului, inclusiv urmele unor ipotetice corzi cosmice.

### Găurile negre și alte obiecte compacte
Când un obiect devine suficient de dens, relativitatea generală prezice formarea unei găuri negre, o regiune din spațiu din care nimic, nici măcar lumina, nu mai poate emerge (ieși). În modelele acceptate ale evoluției stelare, stelele neutronice cu aproximativ 1,4 mase solare și așa-numitele găuri negre stelare, cu o masă de câteva până la câteva zeci de mase solare, sunt considerate etapa finală de evoluție a stelelor masive. Găuri negre supermasive, cu o masă de ordinul milioanelor până la ordinul miliardelor de mase solare, sunt considerate a fi în centrul fiecărei galaxii, iar prezența lor a jucat un rol important în formarea galaxiilor și structurilor cosmice mai mari.

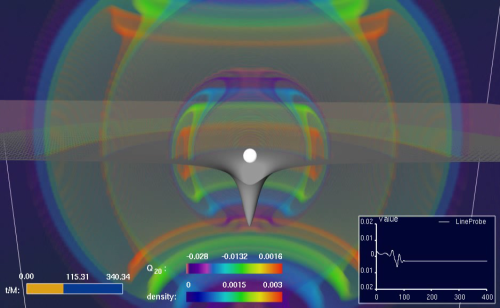
Simulare pe baza ecuațiilor teoriei relativității generale: o stea care se prăbușește, formând o gaură neagră și emițând unde gravitaționale

Astronomic, cea mai importantă proprietate a obiectelor dense este aceea că furnizează un mecanism deosebit de eficient de conversie a energiei gravitaționale în energie electromagnetică. Acreția, căderea de praf sau materie gazoasă într-o gaură neagră stelară sau supermasivă, este considerată a fi răspunzătoare pentru câteva obiecte de o luminozitate spectaculoasă, în special câteva feluri de nuclee galactice active și de obiecte de dimensiunea stelelor, cum ar fi Microquasarii. În particular, acreția poate conduce la jeturi relativiste, raze de particule cu energii mari, constituite din particule emise în spațiu la viteze apropiate de cea a luminii.
Relativitatea generală joacă un rol central în modelarea tuturor acestor fenomene, și observațiile furnizează dovezi clare pentru existența găurilor negre, cu proprietățile prezise de teorie.
Sistemele binare de două găuri negre în coliziune ar trebui să genereze unele dintre cele mai puternice semnale de unde gravitaționale, care ar putea ajunge la detectoarele de pe Pământ, iar faza chiar de dinainte de unirea lor poate fi utilizată ca standard pentru a deduce distanța până la evenimentele de unire și ar putea astfel servi drept metodă de explorare a expansiunii cosmice la mari distanțe. Undele gravitaționale produse de o gaură neagră stelară ce se prăbușește într-o supermasivă ar trebui să dea informații directe despre geometria găurilor negre supermasive.

### Cosmologia
Modelele cosmologice de la începutul secolului al XXI-lea sunt bazate pe ecuațiile lui Einstein, inclusiv pe constanta cosmologică {\displaystyle \scriptstyle \Lambda }, care are o importantă influență asupra dinamicii globale a cosmosului,
{\displaystyle R_{ab}-{\textstyle 1 \over 2}R\,g_{ab}+\Lambda \ g_{ab}=\kappa \,T_{ab}}
unde {\displaystyle \scriptstyle g_{ab}} este metrica spațiu-timpului. Soluțiile omogene și izotrope ale acestor ecuații, soluțiile Friedmann-Lemaître-Robertson-Walker, le permit fizicienilor să modeleze evoluția universului de-a lungul ultimilor 14 miliarde de ani încă din primele faze ale Big Bangului. Odată ce se fixează prin observații astronomice un număr mic de parametri (de exemplu densitatea medie de materie din univers), se pot folosi și alte date pentru testarea modelelor. Printre predicții, toate confirmate, se numără presupunerea existenței unei abundențe inițiale de elemente chimice formate într-o perioadă de nucleosinteză primordială, structura la scară mare a universului, și existența respectiv proprietățile unui „ecou termic” al cosmosului tânăr, și anume radiația cosmică de fond.

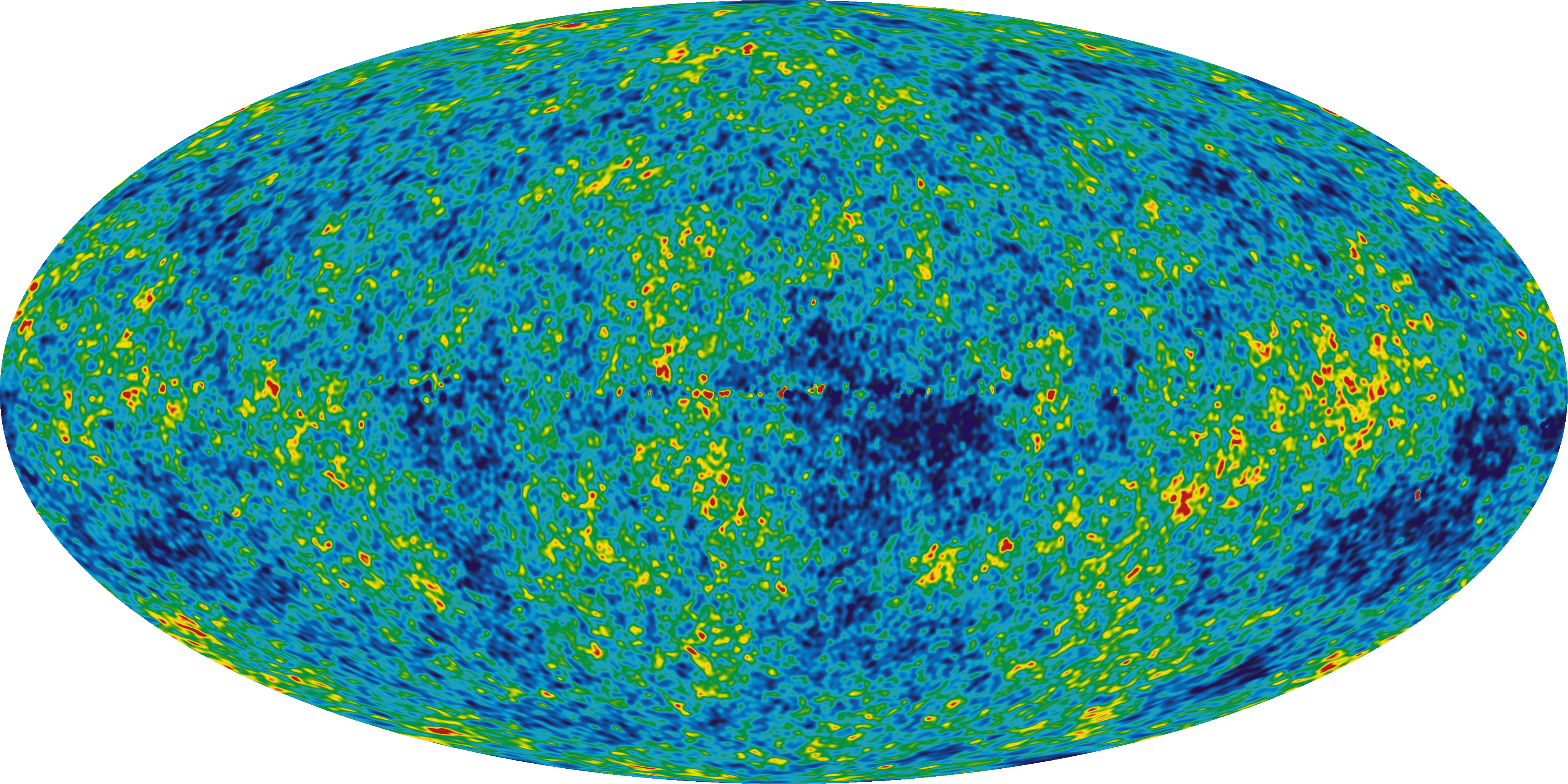
Imagine a fondului cosmic de microunde emise la cel mult câteva sute de mii de ani după big bang, detectate de telescopul-satelit Wilkinson Microwave Anisotropy Probe. Spectrul corespunde unei radiații termice de corp negru la temperatura de emisie de 2.725 K cu un maxim de emisie la frecvența de 160.2 GHz.

Observațiile astronomice asupra vitezei de expansiune cosmologice permit estimarea cantității totale de materie din univers, deși natura acestei materii rămâne parțial acoperită de mister. Aproximativ 90% din toată materia pare a fi așa-numita materie întunecată, care are masă (sau, echivalent, influență gravitațională), dar nu interacționează electromagnetic și, deci, nu poate fi observată direct. Nu există nicio descriere general acceptată pentru acest tip de materie, în cadrul fizicii particulelor sau altfel. Studii asupra deplasării spre roșu a supernovelor îndepărtate și măsurătorile asupra radiației cosmice de fond arată și că evoluția universului este profund influențată de o constantă cosmologică, ce are ca rezultat accelerarea expansiunii cosmice sau, echivalent, de o formă de energie cu o ecuație neobișnuită a stării, energie numită energie întunecată, a cărei natură încă este neclară.
În 1980, a apărut ipoteza unei așa-numite faze inflaționare („de umflare”), o fază adițională de expansiune cosmică puternic accelerată de aproximativ {\displaystyle 10^{-33}} secunde. Ea ar putea soluționa unele neclarități rezultate din observații, ce nu pot fi explicate de modelele cosmologice clasice, cum ar fi omogenitatea cvasiperfectă a radiației cosmice de fond. Măsurătorile recente asupra radiației cosmice de fond au avut ca rezultat primele dovezi în sensul acestui scenariu. Totuși, există o largă varietate de scenarii posibile, care nu pot să nu fie contrazise de rezultatele observațiilor. O chestiune și mai dificilă este fizica universului dinainte de faza inflaționară, în perioada imediat următoare celei în care modelele clasice plasează singularitatea Big Bangului. Un răspuns complet ar necesita o teorie completă a gravitației cuantice, teorie care nu a fost încă dezvoltată.

## Concepte avansate

### Cauzalitatea și geometria globală

Diagramă Penrose a unui univers minkowskian infinit

În relativitatea generală, niciun corp material nu poate ajunge din urmă sau depăși un impuls luminos. Astfel, un eveniment A nu poate influența niciun alt loc X mai înainte ca lumina (acțiunea) trimisă de la A să ajungă în locul X. În consecință, explorarea liniilor de univers ale luminii poate da informații importante despre structura cauzalității spațiu-timpului. Această structură poate fi analizată cu ajutorul diagramelor Penrose-Carter, în care regiuni infinit de mari de spațiu și intervalele infinite de timp sunt reduse la un domeniu bidimensional finit și mărginit al unui grafic spațiu-timp, în vreme ce lumina se deplasează pe diagonale ca în diagramele spațiu-timp din mecanica clasică.
Conștienți de importanța structurilor cauzalității, Roger Penrose și alții au dezvoltat ceea ce se numește geometria globală. În geometria globală, obiectul de studiu nu este o anume soluție (sau o anume familie de soluții) a ecuațiilor lui Einstein. În schimb, pentru a obține rezultate generale, se folosește de relații valabile pentru toate geodezicele, cum ar fi ecuația Raychaudhuri, și alte presupuneri nespecifice privind natura materiei (de regulă de forma așa-numitelor condiții de energie).

### Orizonturi
Folosind geometria globală, se poate arăta că unele spațiu-timpuri conțin niște limite denumite orizonturi, care separă o regiune de restul spațiu-timpului. Cele mai cunoscute exemple sunt găurile negre: dacă masa obiectului cosmic este concentrată într-o regiune suficient de restrânsă din spațiu (după cum se specifică în conjectura inelului, scara de lungime relevantă este raza Schwarzschild), lumina din interiorul regiunii de materie densă nu poate părăsi regiunea. Potrivit  postulatului al doilea din teoria relativității restrânse, nici un obiect nu poate depăși viteza luminii, prin urmare,  materia aflată în interior nu poate ieși nici ea. Trecerea din exterior spre interior este posibilă, ceea ce arată că limita, orizontul găurii negre, nu este o barieră fizică impenetrabilă.

Ergosfera unei găuri negre în rotație, care joacă un rol important în privința extragerii de energie dintr-o gaură neagră

Primele studii asupra găurilor negre se bazau pe soluțiile explicite ale ecuațiilor lui Einstein, și anume pe soluția Schwarzschild, sferic-simetrică (utilizată pentru a descrie o gaură neagră statică) și soluția Kerr cu simetrie axială (folosită pentru a descrie o gaură neagră staționară și în rotație, și introducând anumite concepte specifice, cum ar fi ergosfera). Cu ajutorul geometriei globale, studiile ulterioare au arătat proprietăți mai generale ale găurilor negre. În ansamblu, ele sunt obiecte cosmice relativ simple, caracterizate prin unsprezece parametri, reprezentând energia, impulsul, momentul cinetic, poziția în timp și sarcina electrică. Aceasta este arătată de teorema unicității găurilor negre: nu există atribute distinctive diferite de la o gaură neagră la alta. Indiferent de complexitatea unui obiect care se transformă într-o gaură neagră, obiectul rezultat (după ce a emis unde gravitaționale) dobândește o structură foarte simplă.
Există un ansamblu general de legi, care alcătuiesc o ramură numită mecanica găurilor negre, analog legilor termodinamicii. De exemplu, conform legii a doua a mecanicii găurilor negre, suprafața unui orizont de evenimente al unei găuri negre nu se va reduce niciodată în timp, analog entropiei unui sistem termodinamic. Aceasta limitează energia ce poate fi extrasă prin metode clasice dintr-o gaură neagră în rotație (de exemplu printr-un proces Penrose). Există dovezi puternice că legile mecanicii găurilor negre sunt, de fapt, cazuri particulare ale legilor termodinamicii, și că suprafața orizontului de evenimente al unei găuri negre este proporțională cu entropia acesteia. Această teorie conduce la o modificare a legilor inițiale ale mecanicii găurilor negre: de exemplu, după cum a doua lege a mecanicii găurilor negre devine parte a celei de-a doua legi a termodinamicii, este posibil ca suprafața unei găuri negre să scadă—atât timp cât alte procese asigură, în ansamblu, creșterea entropiei. Tratate ca sisteme termodinamice cu temperatură absolută nenulă, găurile negre ar trebui să emită radiație termică. Calculele semiclasice indică faptul că ele într-adevăr emit radiație termică, iar gravitația de la suprafață joacă rolul temperaturii în legea lui Planck. Această radiație este denumită radiație Hawking.
Există și alte tipuri de orizonturi. Într-un univers în expansiune, un observator ar putea găsi că unele regiuni din trecut nu mai pot fi observate („orizont de particule”), și că unele regiuni din viitor nu pot fi influențate (orizont de evenimente). Chiar și într-un spațiu Minkowski plat, descris de un observator accelerat (spațiu Rindler), vor fi orizonturi asociate cu o radiație semiclasică, denumită radiație Unruh.

### Singularități
O altă caracteristică generală a acestei teorii o reprezintă apariția în spațiu-timp a unor discontinuități numite singularități. Continuum-ul poate fi explorat urmărind geodezice luminoase și temporale—toate modurile posibile în care lumina și particulele se pot deplasa în mișcare liberă. Dar unele soluții ale ecuațiilor lui Einstein admit existența unor regiuni numite singularități spațio-temporale, unde căile luminii și ale particulelor în mișcare se opresc brusc, iar geometria acestora nu mai este corect definită. În cele mai interesante cazuri, acestea sunt „singularități de curbură”, unde mărimile geometrice, care caracterizează curbura spațiu-timpului, cum ar fi scalarul Ricci, iau valori infinite. Printre exemplele de spațiu-timp cu singularități viitoare—la care liniile de univers se termină—se numără soluția Schwarzschild, care descrie o singularitate în cadrul unei găuri negre permanent statice, sau soluția Kerr cu singularitatea sa în formă de inel aflată într-o gaură neagră în rotație permanentă. Soluțiile Friedmann-Lemaître-Robertson-Walker, și alte spațiu-timpuri care descriu diverse universuri, au singularități în trecut, de unde încep liniile de univers, și anume singularități Big Bang, unele având și singularități viitoare (Big Crunch).
Aceste exemple sunt toate foarte simetrice—deci simplificate—și astfel este tentant să se concluzioneze că apariția singularităților este un rezultat al idealizărilor. Celebrele teoreme ale singularităților, demonstrate cu ajutorul metodelor geometriei globale, spun altfel: singularitățile sunt o caracteristică generică a relativității generale, inevitabilă odată ce colapsul unui obiect masiv—având proprietăți fizice reale ale materiei—a depășit o anumită fază și la începutul unei clase largi de universuri în expansiune. Totuși, aceste teoreme oferă puține informații despre proprietățile singularităților; o mare parte din cercetările din domeniu sunt dedicate caracterizării structurii generice a acestor entități (de exemplu, conjectura BKL). Ipoteza cenzurii cosmice afirmă că toate singularitățile viitoare reale (fără simetrii perfecte, materie cu proprietăți reale) sunt ascunse în spatele unui orizont, și astfel sunt invizibile pentru observatorii de la distanță. Deși nu există nicio demonstrație pentru aceasta, simulările numerice aduc dovezi în sprijinul său.

### Ecuații de evoluție
Fiecare soluție a ecuațiilor lui Einstein cuprinde întreaga istorie a unui univers—nu este doar o imagine a stadiului momentan al universului, ci un spațiu-timp complet, populat eventual cu materie. Ele descriu starea materiei și geometria în orice loc și în orice moment în respectivul univers. Prin aceasta, teoria lui Einstein este diferită de majoritatea celorlalte teorii care specifică ecuații de evoluție pentru sisteme fizice: dacă sistemul se află într-o stare dată la un anumit moment, legile fizicii permit extrapolarea înspre trecut și înspre viitor. Altă diferență remarcabilă între gravitația einsteiniană și diverse câmpuri este că prima este neliniară chiar și în absența altor câmpuri, și că nu are o structură fixă apriorică.
Pentru a înțelege ecuațiile lui Einstein ca ecuații cu derivate parțiale, ele se pot formula într-o manieră care descrie evoluția universului în timp. Aceasta se face în așa-numitele formulări „3+1”, în care spațiu-timpul este împărțit în trei dimensiuni spațiale și una temporală. Cel mai cunoscut exemplu îl constituie formalismul ADM. Aceste descompuneri arată că ecuațiile de evoluție ale spațiu-timpului din relativitatea generală se comportă bine: soluțiile există întotdeauna, și sunt unic definite, cu condiția specificării unor condiții inițiale. Asemenea formulări ale ecuațiilor de câmp ale lui Einstein stau la baza relativității numerice.

### Cantități globale și cvasilocale
Noțiunea de ecuație de evoluție este strâns legată de un alt aspect al fizicii relativiste generale. În teoria lui Einstein, se dovedește că este imposibil de găsit o definiție generală pentru o proprietate aparent simplă, cum ar fi masa totală a sistemului (sau energia totală). Aceasta în primul rând deoarece câmpul gravitațional—ca orice câmp—trebuie să aibă o anumită energie asociată, dar acea energie se dovedește a fi imposibil de localizat.
Cu toate acestea, se poate defini masa totală a unui sistem, fie folosind o noțiune ipotetică de „observator aflat la distanță infinită” (masă ADM) fie folosind unele simetrii utile (masa Komar). Dacă se exclude din masa totală a sistemului energia transportată spre infinit de undele gravitaționale, rezultatul este așa-numita masă Bondi. Ca și în fizica clasică, se poate arăta că aceste mase sunt mărimi pozitiv definite. Alte definiții globale corespunzătoare există pentru impuls și moment cinetic. Au existat o serie de alte încercări pentru definirea unor mărimi cvasilocale, cum ar fi masa unui sistem izolat definită numai pe baza cantităților determinate într-o regiune finită de spațiu în care se află sistemul respectiv, în speranța de a obține o mărime utilă pentru afirmațiile generale despre sistemele izolate, cum ar fi o formulare mai precisă a conjecturii inelului.

## Relațiile cu teoria cuantică
Dacă relativitatea generală este considerată a fi unul dintre cei doi stâlpi ai fizicii moderne, teoria cuantică, baza înțelegerii materiei de la particule elementare la fizica stării solide, este celălalt. Totuși, întrebarea dacă pot fi conceptele teoriei cuantice reconciliate cu cele ale relativității generale rămâne deschisă.

### Teoria cuantică a câmpurilor în spațiu-timp curb
Teoriile cuantice ale câmpului clasice, care stau la baza fizicii moderne a particulelor elementare, sunt definite într-un spațiu Minkowski plat, care este o aproximare excelentă atunci când se descrie comportamentul particulelor microscopice în câmpuri gravitaționale slabe, cum sunt cele de pe Pământ. Pentru a descrie situațiile în care gravitația este suficient de puternică pentru a influența materia cuantică, dar nu atât de puternică încât să necesite ea însăși cuantificarea, fizicienii au formulat teorii cuantice ale câmpului în spațiu-timp curb. Aceste teorii se bazează pe relativitatea generală clasică pentru a descrie un spațiu-timp curb de fond, și definesc o teorie cuantică a câmpului generalizată pentru a descrie comportamentul materiei cuantice în cadrul acestui spațiu-timp. Folosind acest formalism, se poate arăta că găurile negre emit un spectru de corp negru de particule, cunoscut sub numele de radiație Hawking, ceea ce conduce la posibilitatea ca ele să se „evapore” cu timpul. După cum se menționează mai sus, această radiație joacă un rol important în termodinamica găurilor negre. Tot efectele cuantice conduc la acumularea de bozoni în câmpul găurilor negre fie de rotație (Kerr), sau fără (Schwarzschild), cu sarcină electrică (Kerr-Newman), sau fără, datorită existenței unor quasinivele de energie cu durată finită de viață 

### Gravitația cuantică
Nevoia de consistență între o descriere cuantică a materiei și o descriere geometrică a spațiu-timpului, ca și apariția singularităților (unde scara de lungime a curburii devine microscopică), induce necesitatea creării unei teorii complete a gravitației cuantice: pentru o descriere adecvată a interiorului găurilor negre, și a universului la începuturile existenței lui, adică este necesară o teorie în care gravitația și geometria spațiu-timpului asociată sunt descrise în limbajul fizicii cuantice. În ciuda unor eforturi considerabile, nu este cunoscută nicio teorie completă și consistentă a gravitației cuantice, deși există mai multe teorii promițătoare.

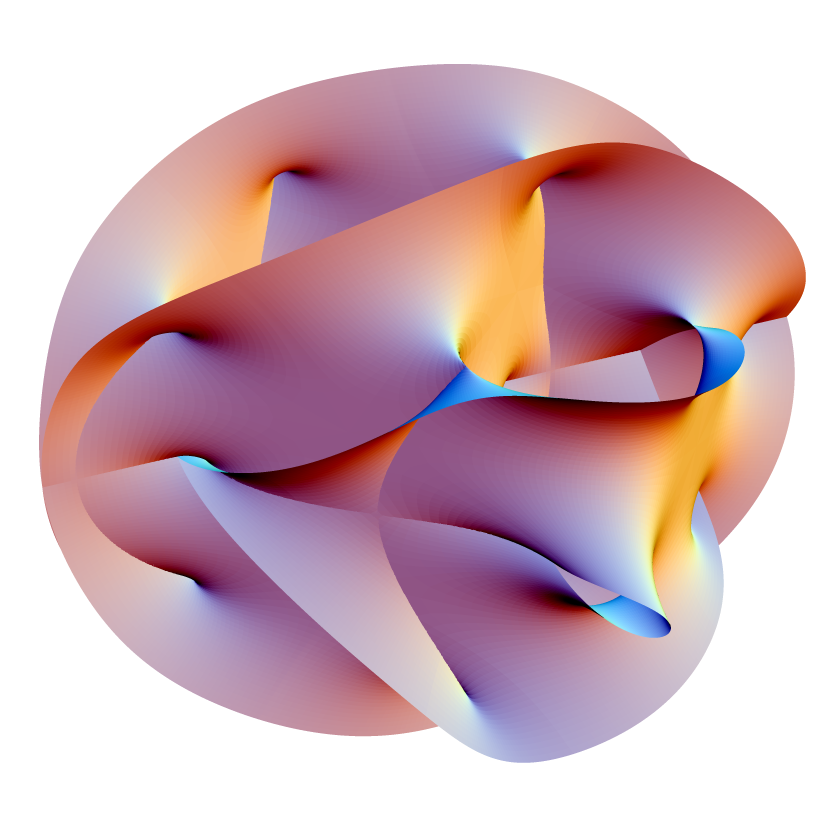
Proiecția unei varietăți Calabi-Yau, una din modurile de compactare a dimensiunilor suplimentare propuse de teoria coardelor

Tentativele de a generaliza teoriile cuantice ale câmpului obișnuite, utilizate în fizica particulelor elementare, pentru a descrie interacțiunile fundamentale, astfel încât să includă și gravitația, au condus la dificultăți serioase. La energii mici, această abordare se dovedește de succes, prin aceea că generează o teorie cuantică efectivă a gravitației. La energii foarte mari, însă, rezultă modele lipsite de orice posibilitate de predicție.

O rețea de spin din cele utilizate în gravitația cuantică cu bucle

O tentativă de a depăși aceste limitări o constituie teoria coardelor, o teorie cuantică nu a particulelor punctiforme, ci a obiectelor unidimensionale extinse. Teoria promite să devină o descriere unificată a tuturor particulelor și interacțiunilor, inclusiv a gravitației; Inconvenientul fiind acela că apar unele caracteristici neobișnuite, cum ar fi șase dimensiuni suplimentare ale spațiului, în plus față de cele trei. În ceea ce se numește a doua revoluție a supercoardelor, s-a propus ca atât teoria coardelor, cât și o unificare a relativității generale și a supersimmetriei cunoscută ca supergravitație să formeze părți ale unui ipotetic model cu unsprezece dimensiuni, denumit teoria M, care ar constitui o teorie a gravitației cuantice consistentă și unic definită.
O altă abordare pornește de la procedurile de cuantificare canonică din teoria cuantică. Folosind formularea cu valori inițiale a relativității generale, rezultatul este ecuația Wheeler-deWitt (analogă ecuației Schrödinger) care, însă, se dovedește a fi impropriu definită. Totuși, prin introducerea a ceea ce astăzi se numesc variabilele Ashtekar, aceasta conduce la un model promițător cunoscut ca gravitație cuantică cu bucle. Spațiul este reprezentat de o structură sub formă de plasă, denumită rețea de spin, care evoluează în timp în pași discreți.
În funcție de care dintre caracteristicile relativității generale și ale teoriei cuantice sunt acceptate ca neschimbate, și de la ce nivel se introduc schimbările, există numeroase alte tentative de a ajunge la o teorie viabilă a gravitației cuantice, printre exemple numărându-se triangulările dinamice, mulțimile cauzale, modelele cu twistori⁠(d) sau modele bazate pe integrala de drum ale cosmologiei cuantice.
Toate teoriile propuse au încă de depășit probleme formale și conceptuale majore. Ele au și problema comună că, deocamdată, nu se pot realiza teste experimentale ale predicțiilor gravitației cuantice (și deci nu se poate alege vreuna din propuneri acolo unde predicțiile diferă), deși se speră ca acest lucru să se schimbe pe măsură ce devin disponibile date din observațiile cosmologice și din experimentele de fizica particulelor.

## Statutul actual
Relativitatea generală a devenit un model de mare succes al gravitației și cosmologiei, model care a fost validat de toate testele experimentale și observaționale. Chiar și așa, există indicii solide că teoria este incompletă. Problema gravitației cuantice și chestiunea existenței singularităților spațio-temporale rămân deschise. Datele empirice acceptate ca dovadă pentru existența energiei întunecate și materiei întunecate pot sugera nevoia elaborării unei noi fizici, în vreme ce așa-numita anomalie Pioneer ar putea totuși să admită o explicație convențională, și aceasta ar putea deveni punctul de pornire pentru dezvoltarea unei construcții de nouă fizică. Chiar și luată ca atare, relativitatea generală abundă de posibilități de explorare. Matematicienii relativiști caută să înțeleagă natura singularităților și a proprietăților fundamentale ale ecuațiilor lui Einstein, și, pe calculatoare din ce în ce mai puternice, se rulează simulări, cum ar fi cele care descriu fuziunea găurilor negre. Cursa pentru prima detecție directă a undelor gravitaționale continuă, în speranța de a crea oportunități pentru testarea validității teoriei în câmpuri gravitaționale mult mai puternice decât a fost posibil înainte. La peste nouăzeci de ani de la publicare, relativitatea generală rămâne o zonă de cercetare intens exploatată.
Radek Wojtak de la Dark Cosmology Centre din cadrul Universității din Copenhaga a publicat la doar câteva zile după experimentul OPERA în revista științifică britanică Nature un studiu în care a confirmat că teoria relativității generale funcționează, fiind acum testată la scară cosmică.

### Limba română
- Constantin Vrejoiu Electrodinamică și teoria relativității, Litografia Universității București, 1987
- Mircea Vasiu Electrodinamica si Teoria Relativitatii, ET 1979
- Born, Max (1968), Teoria relativității a lui Einstein (traducere din limba engleză), Editura Științifică, București
- Einstein, Albert (2000), Cum văd eu lumea - Teoria relativitații pe înțelesul tuturor (traducere din limba germană), Editura Humanitas, București, ISBN 9735001101
- Einstein, Albert (2005), Teoria relativitații pe înțelesul tuturor (traducere din limba germană), Editura Humanitas, București, ISBN 9789735019501
- Hawking, Stephen (2008), Scurtă istorie a timpului. De la Big Bang la găurile negre (traducere din limba engleză), Editura Humanitas, București, ISBN 9789735021931
- Hawking, Stephen (2004), Universul într-o coajă de nucă (traducere din limba engleză), Editura Humanitas, București, ISBN 9735007096

- Ionescu-Pallas, Nicolae (1973), Elemente de mecanică teoretică, clasică și relativistă, Institutul de Fizică Atomică, București
- Ionescu-Pallas, Nicolae (1974), Elemente de teoria electricității, magnetismului și luminii, capitolele: „Eter versus relativitate”, respectiv „Teoria eterului luminifer de la Augustin Fresnel la William Thomson și Joseph Larmour”, Institutul de Fizică Atomică, București, p. 86-100, respectiv 73-86
- Ionescu-Pallas, Nicolae (1980), Relativitate generală și cosmologie, Editura Științifică și Enciclopedică, București
- Kuznețov, B.G. (1965), De la Galilei la Einstein (traducere din limba rusă), Editura Politică, București
- Merleau-Ponty, Jacques (1978), Cosmologia Secolului XX (traducere din limba franceză), Editura Științifică și Enciclopedică, București, ISBN 1666IPIBCO Verificați valoarea |isbn=: invalid character (ajutor)
- Mociuțchi, Cleopatra; Maftei, Gheorghe; Gottlieb, Ioan (2007), Teorii fundamentale ale secolului XX, Editura Universității „Alexandru Iona Cuza”, Iași Parametru necunoscut |vol= ignorat (posibil, |volume=?) (ajutor)
- Onicescu, Octav (1974), Mecanica invariantivă și cosmologia, Editura Academiei RSR, București
- Sofonea, Liviu (1974), Principii de invarianță în teoria mișcării, Editura Academiei RSR, București
- Sofonea, Liviu; Ionescu-Pallas, Nicolae (1978), Un model istoric al cunoașterii științifice-Etherul, Editura Politică, București
- Tomozei (Mociuțchi), Cleopatra (1976), Studiul relativist al câmpului gravific rezultând dintr-o metrică bazată pe o nouă exprimare a principiului echivalenței, Analele Stiințifice ale Universității din Iași, (serie nouă), secțiunea I, vol. 8, p. 131, a se vedea și A New Generalization of Schwarzschild Metric (O nouă generalizare a metricii lui Schwarzschild), Rev.Roum. Phys., Bucharest 1976, vol. 21, nr. 2
- Vâlcovici, Victor (1960), Introducere în mecanica relativistă. Relativitate specială și relativitate generală, Imprimeria Universității din București
- Vescan, Teofil (1957), Fizică teoretică, Editura Didactică și Pedagogică, București, p. vol. I., pag. 145-185

- Weinberg, Steven (1984), Primle trei minute (traducere din limba engleză), Editura Politică, București, p. 121

### Limbi străine
- Alpher, R. A.; Herman, R. C. (1948), „Evolution of the universe”, Nature, 162 (4124): 774–775, doi:10.1038/162774b0
- Anderson, J. D.; Campbell, J. K.; Jurgens, R. F.; Lau, E. L. (1992), „Recent developments in solar-system tests of general relativity”,  În Sato, H.; Nakamura, T., Proceedings of the Sixth Marcel Großmann Meeting on General Relativity, World Scientific, pp. 353–355, ISBN 981-020-950-9
- Arnold, V. I. (1989), Mathematical Methods of Classical Mechanics, Springer, ISBN 3-540-96890-3
- Arnowitt, Richard; Deser, Stanley; Misner, Charles W. (1962), „The dynamics of general relativity”,  În Witten, Louis, Gravitation: An Introduction to Current Research, Wiley, pp. 227–265
- Arun, K.G.; Blanchet, L.; Iyer, B. R.; Qusailah, M. S. S. (2007), Inspiralling compact binaries in quasi-elliptical orbits: The complete 3PN energy flux, arXiv:0711.0302
- Ashby, Neil (2002), „Relativity and the Global Positioning System” (PDF), Physics Today, 55(5) (5): 41–47, doi:10.1063/1.1485583
- Ashby, Neil (2003), „Relativity in the Global Positioning System”, Living Reviews in Relativity, 6, arhivat din original la 4 iulie 2007, accesat în 6 iulie 2007 Legătură externa în |journal= (ajutor)
- Ashtekar, Abhay (1986), „New variables for classical and quantum gravity”, Phys. Rev. Lett., 57 (18): 2244–2247, doi:10.1103/PhysRevLett.57.2244, PMID 10033673
- Ashtekar, Abhay (1987), „New Hamiltonian formulation of general relativity”, Phys. Rev., D36 (6): 1587–1602, doi:10.1103/PhysRevD.36.1587
- Ashtekar, Abhay (2007), Loop Quantum Gravity: Four Recent Advances and a Dozen Frequently Asked Questions, arXiv:0705.2222
- Ashtekar, Abhay; Krishnan, Badri (2004), „Isolated and Dynamical Horizons and Their Applications”, Living Rev. Relativity, 7, accesat în 28 august 2007
- Ashtekar, Abhay; Lewandowski, Jerzy (2004), „Background Independent Quantum Gravity: A Status Report”, Class. Quant. Grav., 21 (15): R53–R152, arXiv:gr-qc/0404018 , doi:10.1088/0264-9381/21/15/R01
- Ashtekar, Abhay; Magnon-Ashtekar, Anne (1979), „On conserved quantities in general relativity”, Journal of Mathematical Physics, 20 (5): 793–800, doi:10.1063/1.524151
- Auyang, Sunny Y. (1995), How is Quantum Field Theory Possible?, Oxford University Press, ISBN 0-19-509345-3
- Bania, T. M.; Rood, R. T.; Balser, D. S. (2002), „The cosmological density of baryons from observations of 3He+ in the Milky Way”, Nature, 415 (6867): 54–57, doi:10.1038/415054a, PMID 11780112
- Barack, Leor; Cutler, Curt (2004), „LISA Capture Sources: Approximate Waveforms, Signal-to-Noise Ratios, and Parameter Estimation Accuracy”, Phys. Rev., D69 (8): 082005, arXiv:gr-qc/031012  Verificați valoarea |arxiv= (ajutor), doi:10.1103/PhysRevD.69.082005
- Bardeen, J. M.; Carter, B.; Hawking, S. W. (1973), „The Four Laws of Black Hole Mechanics”, Comm. Math. Phys., 31 (2): 161–170, doi:10.1007/BF01645742
- Barish, Barry (2005), „Towards detection of gravitational waves”,  În Florides, P.; Nolan, B.; Ottewil, A., General Relativity and Gravitation. Proceedings of the 17th International Conference, World Scientific, pp. 24–34, ISBN 981-256-424-1
- Barstow, M.; Bond, Howard E.; Holberg, J.B.; Burleigh, M. R.; Hubeny, I.; Koester, D. (2005), „Hubble Space Telescope Spectroscopy of the Balmer lines in Sirius B”, Mon. Not. Roy. Astron. Soc., 362 (4): 1134–1142, arXiv:astro-ph/0506600 , doi:10.1111/j.1365-2966.2005.09359.x
- Bartusiak, Marcia (2000), Einstein's Unfinished Symphony: Listening to the Sounds of Space-Time, Berkley, ISBN 978-0-425-18620-6
- Begelman, Mitchell C.; Blandford, Roger D.; Rees, Martin J. (1984), „Theory of extragalactic radio sources”, Rev. Mod. Phys., 56 (2): 255–351, doi:10.1103/RevModPhys.56.255
- Beig, Robert; Chruściel, Piotr T. (2006), „Stationary black holes”,  În Francoise, J.-P.; Naber, G.; Tsou, T.S., Encyclopedia of Mathematical Physics, Volume 2, Elsevier, arXiv:gr-qc/0502041 , ISBN 0-12-512660-3
- Bekenstein, Jacob D. (1973), „Black Holes and Entropy”, Phys. Rev., D7 (8): 2333–2346, doi:10.1103/PhysRevD.7.2333
- Bekenstein, Jacob D. (1974), „Generalized Second Law of Thermodynamics in Black-Hole Physics”, Phys. Rev., D9 (12): 3292–3300, doi:10.1103/PhysRevD.9.3292
- Belinskii, V. A.; Khalatnikov, I. M.; Lifschitz, E. M. (1971), „Oscillatory approach to the singular point in relativistic cosmology”, Advances in Physics, 19 (80): 525–573, doi:10.1080/00018737000101171; original paper in Russian: Belinsky, V. A.; Khalatnikov, I. M.; Lifshitz, E. M. (1970), „Колебательный Режим Приближения К Особой Точке В Релятивистской Космологии”, Uspekhi Fizicheskikh Nauk (Успехи Физических Наук), 102(3) (11): 463–500
- Bennett, C. L.; Halpern, M.; Hinshaw, G.; Jarosik, N.; Kogut, A.; Limon, M.; Meyer, S. S.; Page, L.; Spergel, D. N. (2003), „First Year Wilkinson Microwave Anisotropy Probe (WMAP) Observations: Preliminary Maps and Basic Results”, Astrophys. J. Suppl., 148: 1–27, arXiv:astro-ph/0302207 , doi:10.1086/377253
- Berger, Beverly K. (2002), „Numerical Approaches to Spacetime Singularities”, Living Rev. Relativity', 5, accesat în 4 august 2007
- Bergström, Lars; Goobar, Ariel (2003), Cosmology and Particle Astrophysics (ed. 2nd), Wiley & Sons, ISBN 3-540-43128-4
- Bertotti, Bruno; Ciufolini, Ignazio; Bender, Peter L. (1987), „New test of general relativity: Measurement of de Sitter geodetic precession rate for lunar perigee”, Physical Review Letters, 58 (11): 1062–1065, doi:10.1103/PhysRevLett.58.1062, PMID 10034329
- Bertotti, Bruno; Iess, L.; Tortora, P. (2003), „A test of general relativity using radio links with the Cassini spacecraft”, Nature, 425 (6956): 374–376, doi:10.1038/nature01997, PMID 14508481
- Bertschinger, Edmund (1998), „Simulations of structure formation in the universe”, Annu. Rev. Astron. Astrophys., 36: 599–654, doi:10.1146/annurev.astro.36.1.599
- Birrell, N. D.; Davies, P. C. (1984), Quantum Fields in Curved Space, Cambridge University Press, ISBN 0-521-27858-9
- Blair, David; McNamara, Geoff (1997), Ripples on a Cosmic Sea. The Search for Gravitational Waves, Perseus, ISBN 0-7382-0137-5
- Blanchet, L.; Faye, G.; Iyer, B. R.; Sinha, S. (2008), The third post-Newtonian gravitational wave polarisations and associated spherical harmonic modes for inspiralling compact binaries in quasi-circular orbits, arXiv:0802.1249
- Blanchet, Luc (2006), „Gravitational Radiation from Post-Newtonian Sources and Inspiralling Compact Binaries”, Living Rev. Relativity, 9, accesat în 7 august 2007
- Blandford, R. D. (1987), „Astrophysical Black Holes”,  În Hawking, Stephen W.; Israel, Werner, 300 Years of Gravitation, Cambridge University Press, pp. 277–329, ISBN 0-521-37976-8
- Blum, Alexander; Giulini, Domenico; Lalli, Roberto; Renn, Jürgen (2017). „Editorial introduction to the special issue "The Renaissance of Einstein's Theory of Gravitation"”. The European Physical Journal H. Springer Science and Business Media LLC. 42 (2): 95–105. doi:10.1140/epjh/e2017-80023-3. ISSN 2102-6459.
- Börner, Gerhard (1993), The Early Universe. Facts and Fiction, Springer, ISBN 0-387-56729-1
- Brandenberger, Robert H. (2007), Conceptual Problems of Inflationary Cosmology and a New Approach to Cosmological Structure Formation, arXiv:hep-th/0701111
- Brans, C. H.; Dicke, R. H. (1961), „Mach's Principle and a Relativistic Theory of Gravitation”, Physical Review, 124 (3): 925–935, doi:10.1103/PhysRev.124.925
- Bridle, Sarah L.; Lahav, Ofer; Ostriker, Jeremiah P.; Steinhardt, Paul J. (2003), „Precision Cosmology? Not Just Yet”, Science, 299 (5612): 1532–1533, arXiv:astro-ph/0303180 , doi:10.1126/science.1082158, PMID 12624255
- Bruhat, Yvonne (1962), „The Cauchy Problem”,  În Witten, Louis, Gravitation: An Introduction to Current Research, Wiley, p. 130, ISBN 9781114291669
- Buchert, Thomas (2007), „Dark Energy from Structure—A Status Report”, General Relativity and Gravitation, 40 (2–3): 467–527, arXiv:0707.2153 , doi:10.1007/s10714-007-0554-8
- Buras, R.; Rampp, M.; Janka, H.-Th.; Kifonidis, K. (2003), „Improved Models of Stellar Core Collapse and Still no Explosions: What is Missing?”, Phys. Rev. Lett., 90 (24): 241101, arXiv:astro-ph/0303171 , doi:10.1103/PhysRevLett.90.241101, PMID 12857181
- Caldwell, Robert R.; Crittenden, Robert (2004), „Dark Energy”, Physics World, 17(5) (6969): 37–42, doi:10.1038/nature02139, arhivat din original la 13 iulie 2007, accesat în 20 ianuarie 2009
- Carlip, Steven (2001), „Quantum Gravity: a Progress Report”, Rept. Prog. Phys., 64 (8): 885–942, arXiv:gr-qc/0108040 , doi:10.1088/0034-4885/64/8/301
- Carroll, Bradley W.; Ostlie, Dale A. (1996), An Introduction to Modern Astrophysics, Addison-Wesley, ISBN 0-201-54730-9
- Carroll, Sean M. (2001), „The Cosmological Constant”, Living Rev. Relativity, 4, accesat în 21 iulie 2007
- Carter, Brandon (1979), „The general theory of the mechanical, electromagnetic and thermodynamic properties of black holes”,  În Hawking, S. W.; Israel, W., General Relativity, an Einstein Centenary Survey, Cambridge University Press, pp. 294–369 and 860–863, ISBN 0-521-29928-4
- Celotti, Annalisa; Miller, John C.; Sciama, Dennis W. (1999), „Astrophysical evidence for the existence of black holes”, Class. Quant. Grav., 16 (12A): A3–A21, arXiv:astro-ph/9912186v1 , doi:10.1088/0264-9381/16/12A/301
- Chandrasekhar, Subrahmanyan (1983), The Mathematical Theory of Black Holes, Oxford University Press, ISBN 0-19-850370-9
- Charbonnel, C.; Primas, F. (2005), „The Lithium Content of the Galactic Halo Stars”, Astronomy & Astrophysics, 442 (3): 961–992, arXiv:astro-ph/0505247 , doi:10.1051/0004-6361:20042491
- Ciufolini, Ignazio; Pavlis, Erricos C. (2004), „A confirmation of the general relativistic prediction of the Lense-Thirring effect”, Nature, 431 (7011): 958–960, doi:10.1038/nature03007, PMID 15496915
- Ciufolini, Ignazio; Pavlis, Erricos C.; Peron, R. (2006), „Determination of frame-dragging using Earth gravity models from CHAMP and GRACE”, New Astron., 11 (8): 527–550, doi:10.1016/j.newast.2006.02.001
- Coc, A.; Vangioni-Flam, E.; Descouvemont, P.; Adahchour, A.; Angulo, C. (2004), „Updated Big Bang Nucleosynthesis confronted to WMAP observations and to the Abundance of Light Elements”, Astrophysical Journal, 600 (2): 544–552, arXiv:astro-ph/0309480 , doi:10.1086/380121
- Cutler, Curt; Thorne, Kip S. (2002), „An overview of gravitational wave sources”,  În Bishop, Nigel; Maharaj, Sunil D., Proceedings of 16th International Conference on General Relativity and Gravitation (GR16), World Scientific, arXiv:gr-qc/0204090 , ISBN 981-238-171-6
- Dalal, Neal; Holz, Daniel E.; Hughes, Scott A.; Jain, Bhuvnesh (2006), „Short GRB and binary black hole standard sirens as a probe of dark energy”, Phys.Rev., D74 (6): 063006, arXiv:astro-ph/0601275 , doi:10.1103/PhysRevD.74.063006
- Danzmann, Karsten; Rüdiger, Albrecht (2003), „LISA Technology—Concepts, Status, Prospects” (PDF), Class. Quant. Grav., 20 (10): S1–S9, doi:10.1088/0264-9381/20/10/301, arhivat din original (PDF) la 26 septembrie 2007, accesat în 20 ianuarie 2009
- Dirac, Paul (1996), General Theory of Relativity, Princeton University Press, ISBN 0-691-01146-X
- Donoghue, John F. (1995), „Introduction to the Effective Field Theory Description of Gravity”,  În Cornet, Fernando, Effective Theories: Proceedings of the Advanced School, Almuñécar, Spain, 26 June–1 July 1995, Singapore: World Scientific, arXiv:gr-qc/9512024 , ISBN 9810229089
- Duff, Michael (1996), „M-Theory (the Theory Formerly Known as Strings)”, Int. J. Mod. Phys., A11 (32): 5623–5641, arXiv:hep-th/9608117 , doi:10.1142/S0217751X96002583
- Ehlers, Jürgen (1973), „Survey of general relativity theory”,  În Israel, Werner, Relativity, Astrophysics and Cosmology, D. Reidel, pp. 1–125, ISBN 90-277-0369-8
- Ehlers, Jürgen; Falco, Emilio E.; Schneider, Peter (1992), Gravitational lenses, Springer, ISBN 3-540-66506-4
- Ehlers, Jürgen; Lämmerzahl, Claus, ed. (2006), Special Relativity—Will it Survive the Next 101 Years?, Springer, ISBN 3-540-34522-1
- Ehlers, Jürgen; Rindler, Wolfgang (1997), „Local and Global Light Bending in Einstein's and other Gravitational Theories”, General Relativity and Gravitation, 29 (4): 519–529, doi:10.1023/A:1018843001842
- Einstein, Albert (1907), „Über das Relativitätsprinzip und die aus demselben gezogene Folgerungen” (PDF), Jahrbuch der Radioaktivitaet und Elektronik, 4: 411, accesat în 5 mai 2008
- Einstein, Albert (1915), „Die Feldgleichungen der Gravitation”, Sitzungsberichte der Preussischen Akademie der Wissenschaften zu Berlin: 844–847, accesat în 12 septembrie 2006
- Einstein, Albert (1916), „Die Grundlage der allgemeinen Relativitätstheorie” (PDF), Annalen der Physik, 49, accesat în 3 septembrie 2006
- Einstein, Albert (1917), „Kosmologische Betrachtungen zur allgemeinen Relativitätstheorie”, Sitzungsberichte der Preußischen Akademie der Wissenschaften: 142
- Ellis, George F R; van Elst, Henk (1999), „Cosmological models (Cargèse lectures 1998)”,  În Lachièze-Rey, Marc, Theoretical and Observational Cosmology, Kluwer, pp. 1–116, arXiv:gr-qc/9812046
- Everitt, C. W. F.; Buchman, S.; DeBra, D. B.; Keiser, G. M. (2001), „Gravity Probe B: Countdown to launch”,  În Lämmerzahl,, C.; Everitt, and, C. W. F.; Hehl, F. W., Gyros, Clocks, and Interferometers: Testing Relativistic Gravity in Space (Lecture Notes in Physics 562), Springer, pp. 52–82, ISBN 3-540-41236-0
- Everitt, C. W. F.; Parkinson, Bradford; Kahn, Bob (2007), The Gravity Probe B experiment. Post Flight Analysis—Final Report (Preface and Executive Summary) (PDF), Project Report: NASA, Stanford University and Lockheed Martin, accesat în 5 august 2007
- Falcke, Heino; Melia, Fulvio; Agol, Eric (2000), „Viewing the Shadow of the Black Hole at the Galactic Center”, Astrophysical Journal, 528 (1): L13–L16, arXiv:astro-ph/9912263 , doi:10.1086/312423, PMID 10587484
- Flanagan, Éanna É.; Hughes, Scott A. (2005), „The basics of gravitational wave theory”, New J.Phys., 7: 204, arXiv:gr-qc/0501041 , doi:10.1088/1367-2630/7/1/204
- Font, José A. (2003), „Numerical Hydrodynamics in General Relativity”, Living Rev. Relativity, 6, accesat în 19 august 2007
- Fourès-Bruhat, Yvonne (1952), „Théoréme d'existence pour certains systémes d'équations aux derivées partielles non linéaires”, Acta Mathematica, 88: 141–225, doi:10.1007/BF02392131
- Frauendiener, Jörg (2004), „Conformal Infinity”, Living Rev. Relativity, 7, accesat în 21 iulie 2007
- Friedrich, Helmut (2005), „Is general relativity 'essentially understood'?”, Annalen Phys., 15: 84–108, arXiv:gr-qc/0508016 , doi:10.1002/andp.200510173
- Futamase, T.; Itoh, Y. (2006), „The Post-Newtonian Approximation for Relativistic Compact Binaries”, Living Rev. Relativity, 10, accesat în 29 februarie 2008
- Gamow, George (1970), My World Line, Viking Press, ISBN 0670503762
- Garfinkle, David (2007), „Of singularities and breadmaking”, Einstein Online, arhivat din original la 10 august 2007, accesat în 3 august 2007 Legătură externa în |journal= (ajutor)
- Geroch, Robert (1996), Partial Differential Equations of Physics, arXiv:gr-qc/9602055
- Giulini, Domenico (2005), Special Relativity: A First Encounter, Oxford University Press, ISBN 0-19-856746-4
- Giulini, Domenico (2006), „Algebraic and Geometric Structures in Special Relativity”,  În Ehlers, Jürgen; Lämmerzahl, Claus, Special Relativity—Will it Survive the Next 101 Years?, Springer, pp. 45–111, arXiv:math-ph/0602018 , ISBN 3-540-34522-1
- Giulini, Domenico (2006), „Some remarks on the notions of general covariance and background independence”,  În Stamatescu, I. O., An assessment of current paradigms in the physics of fundamental interactions, Springer, arXiv:gr-qc/0603087
- Gnedin, Nickolay Y. (2005), „Digitizing the Universe”, Nature, 435 (7042): 572–573, doi:10.1038/435572a, PMID 15931201
- Goenner, Hubert F. M. (2004), „On the History of Unified Field Theories”, Living Rev. Relativity, 7, accesat în 28 februarie 2008
- Goroff, Marc H.; Sagnotti, Augusto (1985), „Quantum gravity at two loops”, Phys. Lett., 160B: 81–86, doi:10.1016/0370-2693(85)91470-4
- Gourgoulhon, Eric (2007), 3+1 Formalism and Bases of Numerical Relativity, arXiv:gr-qc/0703035
- Gowdy, Robert H. (1971), „Gravitational Waves in Closed Universes”, Phys. Rev. Lett., 27 (12): 826–829, doi:10.1103/PhysRevLett.27.826
- Gowdy, Robert H. (1974), „Vacuum spacetimes with two-parameter spacelike isometry groups and compact invariant hypersurfaces: Topologies and boundary conditions”, Ann. Phys. (N.Y.), 83: 203–241, doi:10.1016/0003-4916(74)90384-4
- Green, M. B.; Schwarz, J. H.; Witten, E. (1987), Superstring theory. Volume 1: Introduction, Cambridge University Press, ISBN 0-521-35752-7
- Greenstein, J. L.; Oke, J. B.; Shipman, H. L. (1971), „Effective Temperature, Radius, and Gravitational Redshift of Sirius B”, Astrophysical Journal, 169: 563, Bibcode:1971ApJ...169..563G, doi:10.1086/151174
- Hafele, J.; Keating, R. (1972), „Around the world atomic clocks:predicted relativistic time gains”, Science, 177 (4044): 166–168, doi:10.1126/science.177.4044.166, PMID 17779917
- Hafele, J.; Keating, R. (1972), „Around the world atomic clocks: observed relativistic time gains”, Science, 177 (4044): 168–170, doi:10.1126/science.177.4044.168, PMID 17779918
- Havas, P. (1964), „Four-Dimensional Formulation of Newtonian Mechanics and Their Relation to the Special and the General Theory of Relativity”, Rev. Mod. Phys., 36 (4): 938–965, doi:10.1103/RevModPhys.36.938
- Hawking, Stephen W. (1966), „The occurrence of singularities in cosmology”, Proceedings of the Royal Society of London, A294 (1439): 511–521, ISSN 0080-4630
- Hawking, S. W. (1975), „Particle Creation by Black Holes”, Communications in Mathematical Physics, 43 (3): 199–220, doi:10.1007/BF02345020
- Hawking, Stephen W. (1987), „Quantum cosmology”,  În Hawking, Stephen W.; Israel, Werner, 300 Years of Gravitation, Cambridge University Press, pp. 631–651, ISBN 0-521-37976-8
- Hawking, Stephen W.; Ellis, George F. R. (1973), The large scale structure of spacetime, Cambridge University Press, ISBN 0-521-09906-4
- Heckmann, O. H. L.; Schücking, E. (1959), „Newtonsche und Einsteinsche Kosmologie”,  În Flügge, S., Encyclopedia of Physics, 53, p. 489
- Heusler, Markus (1998), „Stationary Black Holes: Uniqueness and Beyond”, Living Rev. Relativity, 1, accesat în 4 august 2007
- Heusler, Markus (1996), Black Hole Uniqueness Theorems, Cambridge University Press, ISBN 0-521-56735-1
- Hey, Tony; Walters, Patrick (2003), The new quantum universe, Cambridge University Press, ISBN 0-521-56457-3
- Hough, Jim; Rowan, Sheila (2000), „Gravitational Wave Detection by Interferometry (Ground and Space)”, Living Rev. Relativity, 3, accesat în 21 iulie 2007
- Hubble, Edwin (1929), „A Relation between Distance and Radial Velocity among Extra-Galactic Nebulae” (PDF), Proc. Nat. Acad. Sci., 15 (3): 168–173, doi:10.1073/pnas.15.3.168, PMC 522427 , PMID 16577160
- Hulse, Russell A.; Taylor, Joseph H. (1975), „Discovery of a pulsar in a binary system”, Astrophys. J., 195: L51–L55, Bibcode:1975ApJ...195L..51H, doi:10.1086/181708
- Ibanez, L. E. (2000), „The second string (phenomenology) revolution”, Class. Quant. Grav., 17 (5): 1117–1128, arXiv:hep-th/9911499 , doi:10.1088/0264-9381/17/5/321
- Isham, Christopher J. (1994), „Prima facie questions in quantum gravity”,  În Ehlers, Jürgen; Friedrich, Helmut, Canonical Gravity: From Classical to Quantum, Springer, ISBN 3-540-58339-4
- Israel, Werner (1971), „Event Horizons and Gravitational Collapse”, General Relativity and Gravitation, 2: 53–59, doi:10.1007/BF02450518
- Israel, Werner (1987), „Dark stars: the evolution of an idea”,  În Hawking, Stephen W.; Israel, Werner, 300 Years of Gravitation, Cambridge University Press, pp. 199–276, ISBN 0-521-37976-8
- Janssen, Michel (2005), „Of pots and holes: Einstein's bumpy road to general relativity” (PDF), Ann. Phys. (Leipzig), 14: 58–85, doi:10.1002/andp.200410130
- Jaranowski, Piotr; Królak, Andrzej (2005), „Gravitational-Wave Data Analysis. Formalism and Sample Applications: The Gaussian Case”, Living Rev. Relativity, 8, accesat în 30 iulie 2007
- Kahn, Bob (1996), Gravity Probe B Website, Stanford University, accesat în 21 mai 2008
- Kahn, Bob (14 aprilie 2007), Was Einstein right? Scientists provide first public peek at Gravity Probe B results (Stanford University Press Release) (PDF), Stanford University News Service
- Kamionkowski, Marc; Kosowsky, Arthur; Stebbins, Albert (1997), „Statistics of Cosmic Microwave Background Polarization”, Phys. Rev., D55 (12): 7368–7388, arXiv:astro-ph/9611125 , doi:10.1103/PhysRevD.55.7368
- Kennefick, Daniel (2005), „Astronomers Test General Relativity: Light-bending and the Solar Redshift”,  În Renn, Jürgen, One hundred authors for Einstein, Wiley-VCH, pp. 178–181, ISBN 3-527-40574-7
- Kennefick, Daniel (2007), „Not Only Because of Theory: Dyson, Eddington and the Competing Myths of the 1919 Eclipse Expedition”, Proceedings of the 7th Conference on the History of General Relativity, Tenerife, 2005, arXiv:0709.0685
- Kenyon, I. R. (1990), General Relativity, Oxford University Press, ISBN 0-19-851996-6
- Kochanek, C.S.; Falco, E.E.; Impey, C.; Lehar, J. (2007), CASTLES Survey Website, Harvard-Smithsonian Center for Astrophysics, accesat în 21 august 2007
- Komar, Arthur (1959), „Covariant Conservation Laws in General Relativity”, Phys. Rev., 113 (3): 934–936, doi:10.1103/PhysRev.113.934
- Kramer, Michael (2004), „Millisecond Pulsars as Tools of Fundamental Physics”,  În Karshenboim, S. G., Astrophysics, Clocks and Fundamental Constants (Lecture Notes in Physics Vol. 648), Springer, pp. 33–54, arXiv:astro-ph/0405178
- Kramer, M.; Stairs, I. H.; Manchester, R. N.; McLaughlin, M. A.; Lyne, A. G.; Ferdman, R. D.; Burgay, M.; Lorimer, D. R.; Possenti, A. (2006), „Tests of general relativity from timing the double pulsar”, Science, 314 (5796): 97–102, arXiv:astro-ph/0609417 , doi:10.1126/science.1132305, PMID 16973838
- Kraus, Ute (1998), „Light Deflection Near Neutron Stars”, Relativistic Astrophysics, Vieweg, pp. 66–81, ISBN 352-806909-0
- Kuchař, Karel (1973), „Canonical Quantization of Gravity”,  În Israel, Werner, Relativity, Astrophysics and Cosmology, D. Reidel, pp. 237–288, ISBN 90-277-0369-8
- Künzle, H. P. (1972), „Galilei and Lorentz Structures on spacetime: comparison of the corresponding geometry and physics”, Ann. Inst. Henri Poincaré a, 17: 337–362
- Lahav, Ofer; Suto, Yasushi (2004), „Measuring our Universe from Galaxy Redshift Surveys”, Living Rev. Relativity, 7, accesat în 19 august 2007
- Landgraf, M.; Hechler, M.; Kemble, S. (2005), „Mission design for LISA Pathfinder”, Class. Quant. Grav., 22 (10): S487–S492, arXiv:gr-qc/0411071 , doi:10.1088/0264-9381/22/10/048
- Lehner, Luis (2001), „Numerical Relativity: A review”, Class. Quant. Grav., 18 (17): R25–R86, arXiv:gr-qc/0106072 , doi:10.1088/0264-9381/18/17/202
- Lehner, Luis (2002), Numerical Relativity: Status and Prospects, arXiv:gr-qc/0202055
- Linde, Andrei (1990), Particle Physics and Inflationary Cosmology, Harwood, arXiv:hep-th/0503203 , ISBN 3718604892
- Linde, Andrei (2005), „Towards inflation in string theory”, J. Phys. Conf. Ser., 24: 151–160, arXiv:hep-th/0503195 , doi:10.1088/1742-6596/24/1/018

- Loll, Renate (1998), „Discrete Approaches to Quantum Gravity in Four Dimensions”, Living Rev. Relativity, 1, accesat în 9 martie 2008
- Lovelock, David (1972), „The Four-Dimensionality of Space and the Einstein Tensor”, J. Math. Phys., 13 (6): 874–876, doi:10.1063/1.1666069
- MacCallum, M. (2006), „Finding and using exact solutions of the Einstein equations”,  În Mornas, L.; Alonso, J. D., A Century of Relativity Physics (ERE05, the XXVIII Spanish Relativity Meeting), American Institute of Physics, arXiv:gr-qc/0601102
- Maddox, John (1998), What Remains To Be Discovered, Macmillan, ISBN 0-684-82292-X
- Mannheim, Philip D. (2006), „Alternatives to Dark Matter and Dark Energy”, Prog. Part. Nucl. Phys., 56 (2): 340–445, arXiv:astro-ph/0505266v2 , doi:10.1016/j.ppnp.2005.08.001
- Mather, J. C.; Cheng, E. S.; Cottingham, D. A.; Eplee, R. E.; Fixsen, D. J.; Hewagama, T.; Isaacman, R. B.; Jensen, K. A.; Meyer, S. S. (1994), „Measurement of the cosmic microwave spectrum by the COBE FIRAS instrument”, Astrophysical Journal, 420: 439–444, Bibcode:1994ApJ...420..439M, doi:10.1086/173574
- Mermin, N. David (2005), It's About Time. Understanding Einstein's Relativity, Princeton University Press, ISBN 0-691-12201-6
- Messiah, Albert (1999), Quantum Mechanics, Dover Publications, ISBN 0486409244
- Miller, Cole (2002), Stellar Structure and Evolution (Lecture notes for Astronomy 606), University of Maryland, accesat în 25 iulie 2007
- Misner, Charles W.; Thorne, Kip. S.; Wheeler, John A. (1973), Gravitation, W. H. Freeman, ISBN 0-7167-0344-0
- Narayan, Ramesh (2006), „Black holes in astrophysics”, New Journal of Physics, 7: 199, arXiv:gr-qc/0506078 , doi:10.1088/1367-2630/7/1/199
- Narayan, Ramesh; Bartelmann, Matthias (1997), Lectures on Gravitational Lensing, arXiv:astro-ph/9606001
- Narlikar, Jayant V. (1993), Introduction to Cosmology, Cambridge University Press, ISBN 0-521-41250-1
- Nieto, Michael Martin (2006), „The quest to understand the Pioneer anomaly” (PDF), EurophysicsNews, 37(6): 30–34, arhivat din original (PDF) la 29 iunie 2007, accesat în 20 ianuarie 2009
- Nordström, Gunnar (1918), „On the Energy of the Gravitational Field in Einstein's Theory”, Verhandl. Koninkl. Ned. Akad. Wetenschap., 26: 1238–1245, arhivat din original la 26 ianuarie 2009, accesat în 20 ianuarie 2009
- Nordtvedt, Kenneth (2003), Lunar Laser Ranging—a comprehensive probe of post-Newtonian gravity, arXiv:gr-qc/0301024
- Norton, John D. (1985), „What was Einstein's principle of equivalence?” (PDF), Studies in History and Philosophy of Science, 16 (3): 203–246, doi:10.1016/0039-3681(85)90002-0, accesat în 11 iunie 2007
- Ohanian, Hans C.; Ruffini, Remo (1994), Gravitation and Spacetime, W. W. Norton & Company, ISBN 0-393-96501-5
- Olive, K. A.; Skillman, E. A. (2004), „A Realistic Determination of the Error on the Primordial Helium Abundance”, Astrophysical Journal, 617: 29–49, arXiv:astro-ph/0405588 , doi:10.1086/425170
- O'Meara, John M.; Tytler, David; Kirkman, David; Suzuki, Nao; Prochaska, Jason X.; Lubin, Dan; Wolfe, Arthur M. (2001), „The Deuterium to Hydrogen Abundance Ratio Towards a Fourth QSO: HS0105+1619”, Astrophysical Journal, 552 (2): 718–730, arXiv:astro-ph/0011179 , doi:10.1086/320579
- Oppenheimer, J. Robert; Snyder, H. (1939), „On continued gravitational contraction”, Physical Review, 56 (5): 455–459, doi:10.1103/PhysRev.56.455
- Overbye, Dennis (1999), Lonely Hearts of the Cosmos: the story of the scientific quest for the secret of the Universe, Back Bay, ISBN 0316648965
- Pais, Abraham (1982), 'Subtle is the Lord...' The Science and life of Albert Einstein, Oxford University Press, ISBN 0-19-853907-X
- Peacock, John A. (1999), Cosmological Physics, Cambridge University Press, ISBN 0-521-41072-X
- Peebles, P. J. E. (1966), „Primordial Helium abundance and primordial fireball II”, Astrophysical Journal, 146: 542–552, Bibcode:1966ApJ...146..542P, doi:10.1086/148918
- Peebles, P. J. E. (1993), Principles of physical cosmology, Princeton University Press, ISBN 0-691-01933-9
- Peebles, P.J.E.; Schramm, D.N.; Turner, E.L.; Kron, R.G. (1991), „The case for the relativistic hot Big Bang cosmology”, Nature, 352 (6338): 769–776, doi:10.1038/352769a0
- Penrose, Roger (1965), „Gravitational collapse and spacetime singularities”, Physical Review Letters, 14 (3): 57–59, doi:10.1103/PhysRevLett.14.57
- Penrose, Roger (1969), „Gravitational collapse: the role of general relativity”, Rivista del Nuovo Cimento, 1: 252–276
- Penrose, Roger (2004), The Road to Reality, A. A. Knopf, ISBN 0679454438
- Penzias, A. A.; Wilson, R. W. (1965), „A measurement of excess antenna temperature at 4080 Mc/s”, Astrophysical Journal, 142: 419–421, Bibcode:1965ApJ...142..419P, doi:10.1086/148307
- Peskin, Michael E.; Schroeder, Daniel V. (1995), An Introduction to Quantum Field Theory, Addison-Wesley, ISBN 0-201-50397-2
- Peskin, Michael E. (2007), Dark Matter and Particle Physics, arXiv:0707.1536
- Poisson, Eric (2004), „The Motion of Point Particles in Curved Spacetime”, Living Rev. Relativity, 7, accesat în 13 iunie 2007
- Poisson, Eric (2004), A Relativist's Toolkit. The Mathematics of Black-Hole Mechanics, Cambridge University Press, ISBN 0-521-83091-5
- Polchinski, Joseph (1998), String Theory Vol. I: An Introduction to the Bosonic String, Cambridge University Press, ISBN 0-521-63303-6
- Polchinski, Joseph (1998), String Theory Vol. II: Superstring Theory and Beyond, Cambridge University Press, ISBN 0-521-63304-4
- Pound, R. V.; Rebka, G. A. (1959), „Gravitational Red-Shift in Nuclear Resonance”, Physical Review Letters, 3 (9): 439–441, doi:10.1103/PhysRevLett.3.439
- Pound, R. V.; Rebka, G. A. (1960), „Apparent weight of photons”, Phys. Rev. Lett., 4 (7): 337–341, doi:10.1103/PhysRevLett.4.337
- Pound, R. V.; Snider, J. L. (1964), „Effect of Gravity on Nuclear Resonance”, Phys. Rev. Lett., 13 (18): 539–540, doi:10.1103/PhysRevLett.13.539
- Ramond, Pierre (1990), Field Theory: A Modern Primer, Addison-Wesley, ISBN 0-201-54611-6
- Rees, Martin (1966), „Appearance of Relativistically Expanding Radio Sources”, Nature, 211 (5048): 468–470, doi:10.1038/211468a0
- Reissner, H. (1916), „Über die Eigengravitation des elektrischen Feldes nach der Einsteinschen Theorie”, Annalen der Physik, 355 (9): 106–120, doi:10.1002/andp.19163550905
- Remillard, Ronald A.; Lin, Dacheng; Cooper, Randall L.; Narayan, Ramesh (2006), „The Rates of Type I X-Ray Bursts from Transients Observed with RXTE: Evidence for Black Hole Event Horizons”, Astrophysical Journal, 646: 407–419, arXiv:astro-ph/0509758 , doi:10.1086/504862
- Renn, Jürgen, ed. (2007), The Genesis of General Relativity (4 Volumes), Dordrecht: Springer, ISBN 1-4020-3999-9
- Renn, Jürgen, ed. (2005), Albert Einstein—Chief Engineer of the Universe: Einstein's Life and Work in Context, Berlin: Wiley-VCH, ISBN 3-527-40571-2
- Reula, Oscar A. (1998), „Hyperbolic Methods for Einstein's Equations”, Living Rev. Relativity, 1, accesat în 29 august 2007
- Rindler, Wolfgang (2001), Relativity. Special, General and Cosmological, Oxford University Press, ISBN 0-19-850836-0
- Rindler, Wolfgang (1991), Introduction to Special Relativity, Clarendon Press, Oxford, ISBN 0-19-853952-5
- Robson, Ian (1996), Active galactic nuclei, John Wiley, ISBN 0471958530
- Roulet, E.; Mollerach, S. (1997), „Microlensing”, Physics Reports, 279 (2): 67–118, doi:10.1016/S0370-1573(96)00020-8
- Rovelli, Carlo (2000), Notes for a brief history of quantum gravity, arXiv:gr-qc/0006061
- Rovelli, Carlo (1998), „Loop Quantum Gravity”, Living Rev. Relativity, 1, accesat în 13 martie 2008
- Schäfer, Gerhard (2004), „Gravitomagnetic Effects”, General Relativity and Gravitation, 36 (10): 2223–2235, arXiv:gr-qc/0407116 , doi:10.1023/B:GERG.0000046180.97877.32
- Schödel, R.; Ott, T.; Genzel, R.; Eckart, A.; Mouawad, N.; Alexander, T. (2003), „Stellar Dynamics in the Central Arcsecond of Our Galaxy”, Astrophysical Journal, 596 (2): 1015–1034, arXiv:astro-ph/0306214 , doi:10.1086/378122
- Schutz, Bernard F. (1985), A first course in general relativity, Cambridge University Press, ISBN 0-521-27703-5
- Schutz, Bernard F. (2001), „Gravitational radiation”,  În Murdin, Paul, Encyclopedia of Astronomy and Astrophysics, Grove's Dictionaries, ISBN 1561592684
- Schutz, Bernard F. (2003), Gravity from the ground up, Cambridge University Press, ISBN 0-521-45506-5
- Schwarz, John H. (2007), String Theory: Progress and Problems, arXiv:hep-th/0702219
- Schwarzschild, Karl (1916), „Über das Gravitationsfeld eines Massenpunktes nach der Einsteinschen Theorie”, Sitzungsber. Preuss. Akad. D. Wiss.: 189–196
- Schwarzschild, Karl (1916), „Über das Gravitationsfeld eines Kugel aus inkompressibler Flüssigkeit nach der Einsteinschen Theorie”, Sitzungsber. Preuss. Akad. D. Wiss.: 424–434
- Seidel, Edward (1998), „Numerical Relativity: Towards Simulations of 3D Black Hole Coalescence”,  În Narlikar, J. V.; Dadhich, N., Gravitation and Relativity: At the turn of the millennium (Proceedings of the GR-15 Conference, held at IUCAA, Pune, India, December 16–21, 1997), IUCAA, arXiv:gr-qc/9806088 , ISBN 81-900378-3-8
- Seljak, Uros̆; Zaldarriaga, Matias (1997), „Signature of Gravity Waves in the Polarization of the Microwave Background”, Phys. Rev. Lett., 78 (11): 2054–2057, arXiv:astro-ph/9609169 , doi:10.1103/PhysRevLett.78.2054
- Shapiro, S. S.; Davis, J. L.; Lebach, D. E.; Gregory, J. S. (2004), „Measurement of the solar gravitational deflection of radio waves using geodetic very-long-baseline interferometry data, 1979–1999”, Phys. Rev. Lett., 92 (12): 121101, doi:10.1103/PhysRevLett.92.121101, PMID 15089661
- Shapiro, Irwin I. (1964), „Fourth test of general relativity”, Phys. Rev. Lett., 13 (26): 789–791, doi:10.1103/PhysRevLett.13.789
- Shapiro, I. I.; Pettengill, Gordon H.; Ash, Michael E.; 1968, Melvin; Smith, William; Ingalls, Richard; Brockelman, Richard (1968), „Fourth test of general relativity: preliminary results”, Phys. Rev. Lett., 20 (22): 1265–1269, doi:10.1103/PhysRevLett.20.1265
- Singh, Simon (2004), Big Bang: The Origin of the Universe, Fourth Estate, ISBN 0007152515
- Sorkin, Rafael D. (2005), „Causal Sets: Discrete Gravity”,  În Gomberoff, Andres; Marolf, Donald, Lectures on Quantum Gravity, Springer, arXiv:gr-qc/0309009 , ISBN 0-387-23995-2
- Sorkin, Rafael D. (1997), „Forks in the Road, on the Way to Quantum Gravity”, Int. J. Theor. Phys., 36 (12): 2759–2781, arXiv:gr-qc/9706002 , doi:10.1007/BF02435709
- Spergel, D. N.; Verde, L.; Peiris, H. V.; Komatsu, E.; Nolta, M. R.; Bennett, C. L.; Halpern, M.; Hinshaw, G.; Jarosik, N. (2003), „First Year Wilkinson Microwave Anisotropy Probe (WMAP) Observations: Determination of Cosmological Parameters”, Astrophys. J. Suppl., 148: 175–194, arXiv:astro-ph/0302209 , doi:10.1086/377226
- Spergel, D. N.; Bean, R.; Doré, O.; Nolta, M. R.; Bennett, C. L.; Dunkley, J.; Hinshaw, G.; Jarosik, N.; Komatsu, E. (2007), „Wilkinson Microwave Anisotropy Probe (WMAP) Three Year Results: Implications for Cosmology”, Astrophysical Journal Supplement, 170 (2): 377–408, arXiv:astro-ph/0603449 , doi:10.1086/513700
- Springel, Volker; White, Simon D. M.; Jenkins, Adrian; Frenk, Carlos S.; Yoshida, Naoki; Gao, Liang; Navarro, Julio; Thacker, Robert; Croton, Darren (2005), „Simulations of the formation, evolution and clustering of galaxies and quasars”, Nature, 435 (7042): 629–636, doi:10.1038/nature03597, PMID 15931216
- Stairs, Ingrid H. (2003), „Testing General Relativity with Pulsar Timing”, Living Rev. Relativity, 6, accesat în 21 iulie 2007
- Stephani, H.; Kramer, D.; MacCallum, M.; Hoenselaers, C.; Herlt, E. (2003), Exact Solutions of Einstein's Field Equations (ed. 2), Cambridge University Press, ISBN 0-521-46136-7
- Synge, J. L. (1972), Relativity: The Special Theory, North-Holland Publishing Company
- Szabados, László B. (2004), „Quasi-Local Energy-Momentum and Angular Momentum in GR”, Living Rev. Relativity, 7, accesat în 23 august 2007
- Taylor, Joseph H. (1994), „Binary pulsars and relativistic gravity”, Rev. Mod. Phys., 66 (3): 711–719, doi:10.1103/RevModPhys.66.711
- Thiemann, Thomas (2006), Loop Quantum Gravity: An Inside View, arXiv:hep-th/0608210
- Thiemann, Thomas (2003), „Lectures on Loop Quantum Gravity”, Lect. Notes Phys., 631: 41–135
- Thorne, Kip S. (1972), „Nonspherical Gravitational Collapse—A Short Review”,  În Klauder, J., Magic without Magic, W. H. Freeman, pp. 231–258
- Thorne, Kip S. (1994), Black Holes and Time Warps: Einstein's Outrageous Legacy, W W Norton & Company, ISBN 0-393-31276-3
- Thorne, Kip S. (1995), Gravitational radiation, arXiv:gr-qc/9506086
- Townsend, Paul K. (1997), Black Holes (Lecture notes), arXiv:gr-qc/9707012
- Townsend, Paul K. (1996), Four Lectures on M-Theory, arXiv:hep-th/9612121
- Traschen, Jenny (2000), „An Introduction to Black Hole Evaporation”,  În Bytsenko, A.; Williams, F., Mathematical Methods of Physics (Proceedings of the 1999 Londrina Winter School), World Scientific, arXiv:gr-qc/0010055
- Trautman, Andrzej (2006), „Einstein-Cartan theory”,  În Francoise, J.-P.; Naber, G. L.; Tsou, S. T., Encyclopedia of Mathematical Physics, Vol. 2, Elsevier, pp. 189–195, arXiv:gr-qc/0606062
- Unruh, W. G. (1976), „Notes on Black Hole Evaporation”, Phys. Rev. D, 14 (4): 870–892, doi:10.1103/PhysRevD.14.870
- Valtonen, M. J.; Lehto, H. J.; Nilsson, K.; Heidt, J.; Takalo, L. O.; Sillanpää, A.; Villforth, C.; Kidger, M.; Poyner, G. (2008), „A massive binary black-hole system in OJ 287 and a test of general relativity”, Nature, 452 (7189): 851–853, doi:10.1038/nature06896, PMID 18421348
- Wald, Robert M. (1975), „On Particle Creation by Black Holes”, Commun. Math. Phys., 45 (3): 9–34, doi:10.1007/BF02345020
- Wald, Robert M. (1984), General Relativity⁠(d), University of Chicago Press, ISBN 0-226-87033-2
- Wald, Robert M. (1994), Quantum field theory in curved spacetime and black hole thermodynamics, University of Chicago Press, ISBN 0-226-87027-8
- Wald, Robert M. (2001), „The Thermodynamics of Black Holes”, Living Rev. Relativity, 4, accesat în 8 august 2007
- Walsh, D.; Carswell, R. F.; Weymann, R. J. (1979), „0957 + 561 A, B: twin quasistellar objects or gravitational lens?”, Nature, 279 (5712): 381–4, doi:10.1038/279381a0, PMID 16068158
- Wambsganss, Joachim (1998), „Gravitational Lensing in Astronomy”, Living Rev. Relativity, 1, accesat în 20 iulie 2007
- Weinberg, Steven (1972), Gravitation and Cosmology, John Wiley, ISBN 0-471-92567-5
- Weinberg, Steven (1995), The Quantum Theory of Fields I: Foundations, Cambridge University Press, ISBN 0-521-55001-7
- Weinberg, Steven (1996), The Quantum Theory of Fields II: Modern Applications, Cambridge University Press, ISBN 0-521-55002-5
- Weinberg, Steven (2000), The Quantum Theory of Fields III: Supersymmetry, Cambridge University Press, ISBN 0-521-66000-9
- Weisberg, Joel M.; Taylor, Joseph H. (2003), „The Relativistic Binary Pulsar B1913+16"”,  În Bailes, M.; Nice, D. J.; Thorsett, S. E., Proceedings of "Radio Pulsars," Chania, Crete, August, 2002, ASP Conference Series
- Weiss, Achim (2006), „Elements of the past: Big Bang Nucleosynthesis and observation”, Einstein Online, Max Planck Institute for Gravitational Physics, arhivat din original la 8 februarie 2007, accesat în 24 februarie 2007 Legătură externa în |journal= (ajutor)
- Wheeler, John A. (1990), A Journey Into Gravity and Spacetime, Scientific American Library, San Francisco: W. H. Freeman, ISBN 0-7167-6034-7
- Will, Clifford M. (1993), Theory and experiment in gravitational physics, Cambridge University Press, ISBN 0-521-43973-6
- Will, Clifford M. (2006), „The Confrontation between General Relativity and Experiment”, Living Rev. Relativity, accesat în 12 iunie 2007
- Zwiebach, Barton (2004), A First Course in String Theory, Cambridge University Press, ISBN 0-521-83143-1